# Casa de Medina Sidonia

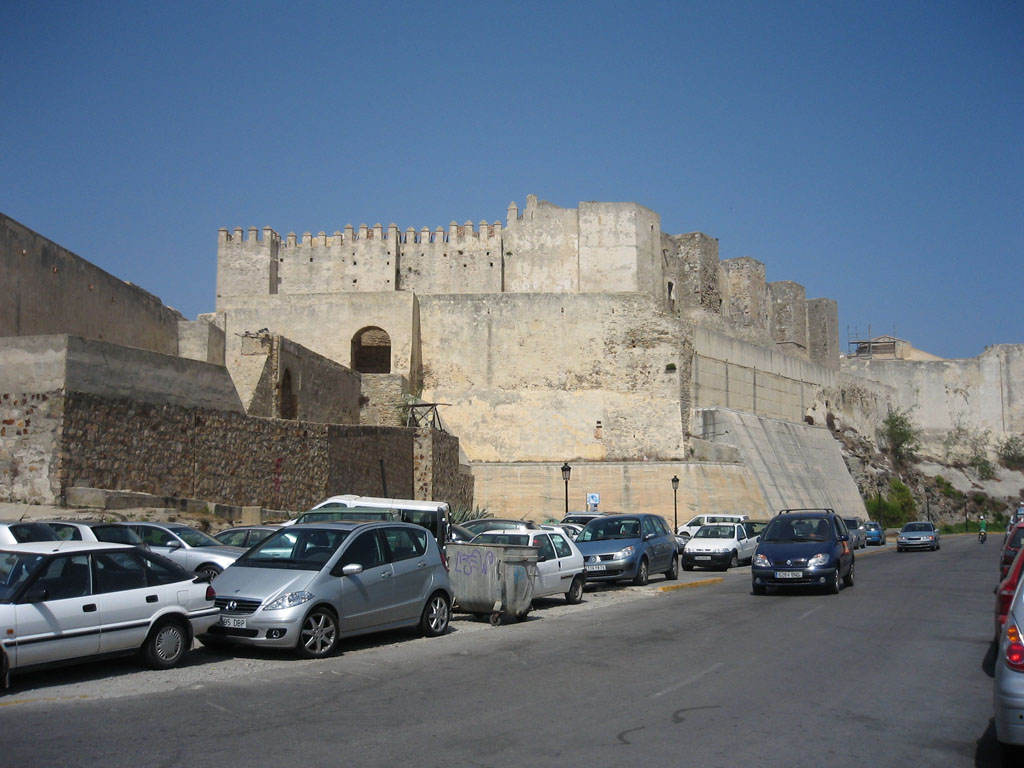
Castillo de Tarifa, desde el cual, según la leyenda, Guzmán el Bueno lanzó un cuchillo para que mataran con él a su propio hijo antes que sucumbir al chantaje que le hacían los sitiadores. Acontecimiento trascendente en la historia de la casa que marcó su lema, Praeferre Patriam Liberis Parentem Decet (Un padre debe anteponer la patria a los hijos).

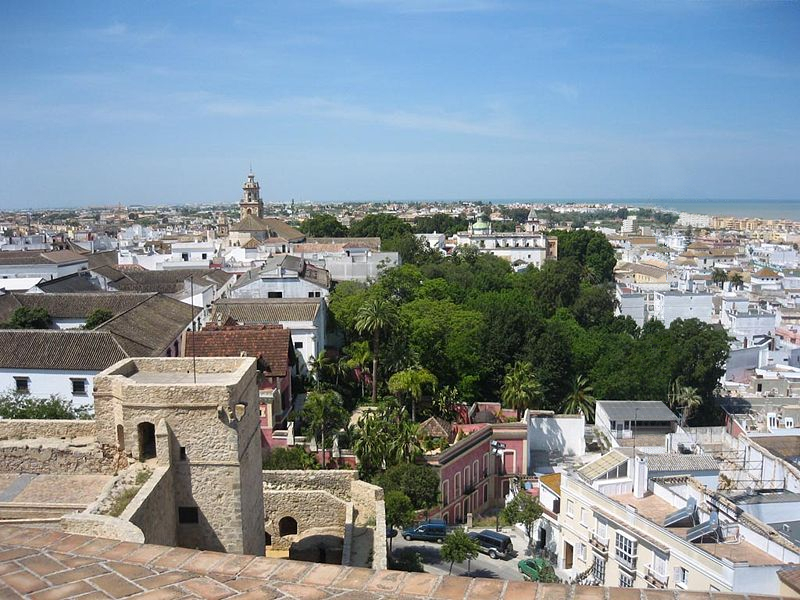
Vista de Sanlúcar de Barrameda, señorío primigenio y capital de los estados de la Casa de Medina Sidonia.

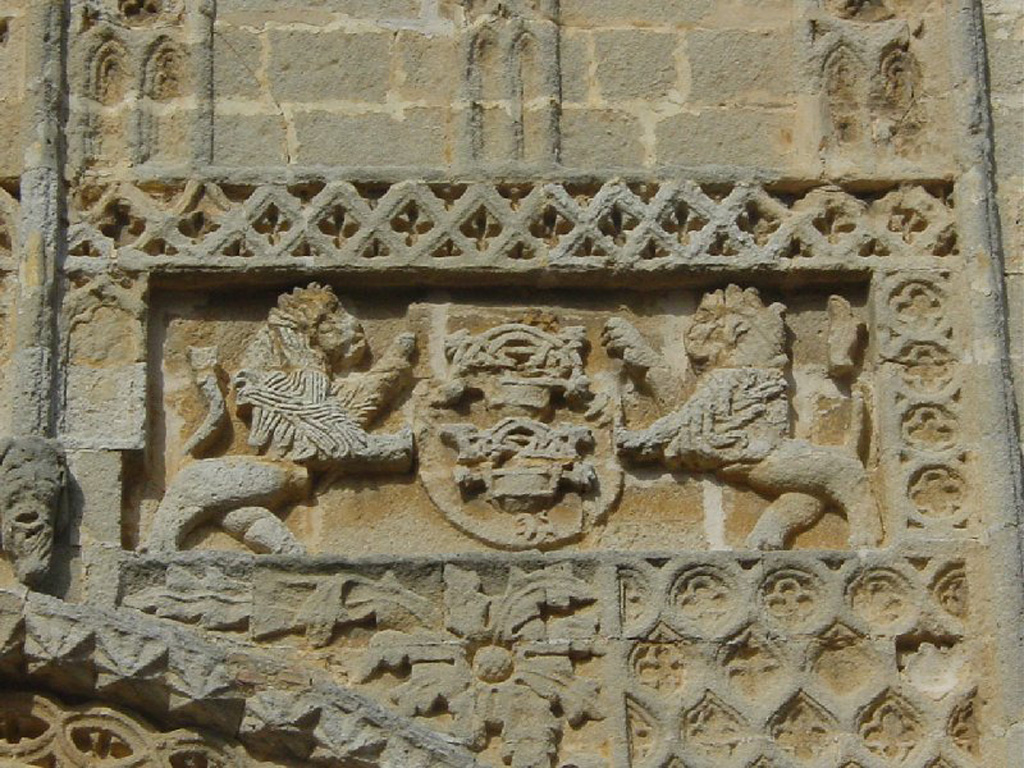
Escudo del linaje Guzmán, Iglesia mayor parroquial de Ntra. Sra. de la O de Sanlúcar de Barrameda.

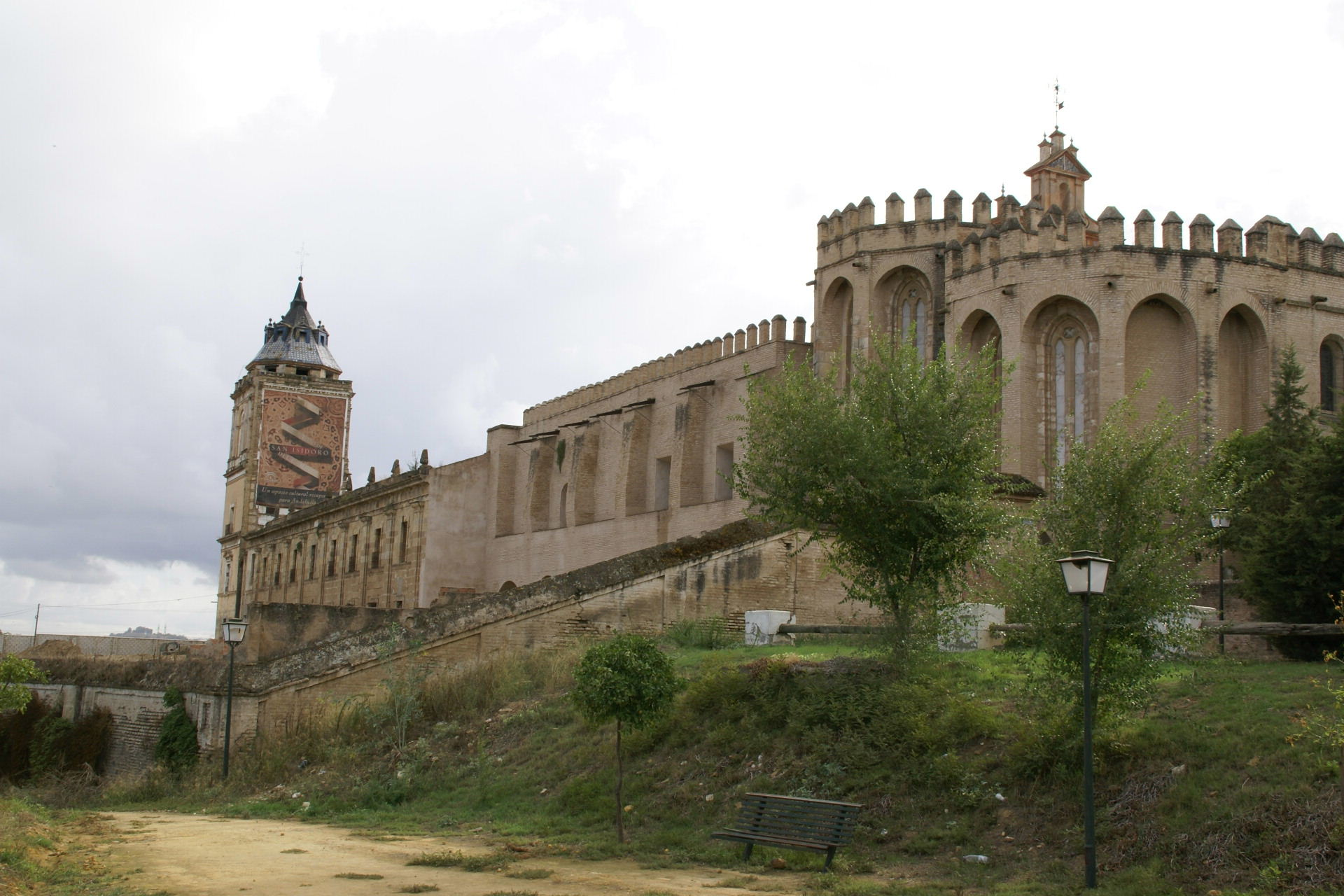
Monasterio de San Isidoro del Campo en Santiponce, panteón de Guzmán el Bueno y su esposa María Alfonso Coronel.

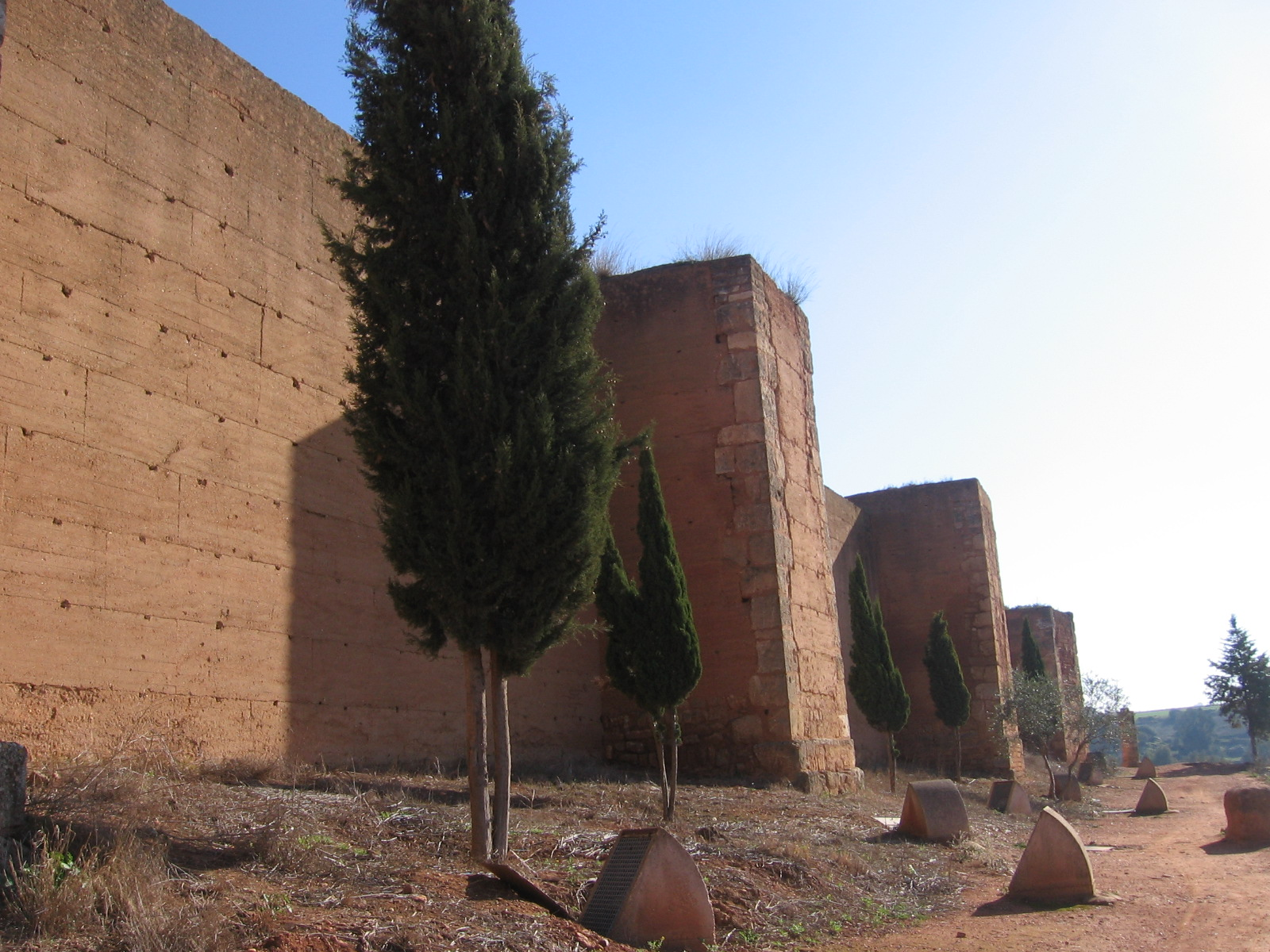
Murallas de la villa de Niebla, capital del condado homónimo, título que ostenta el heredero al ducado de Medina Sidonia.

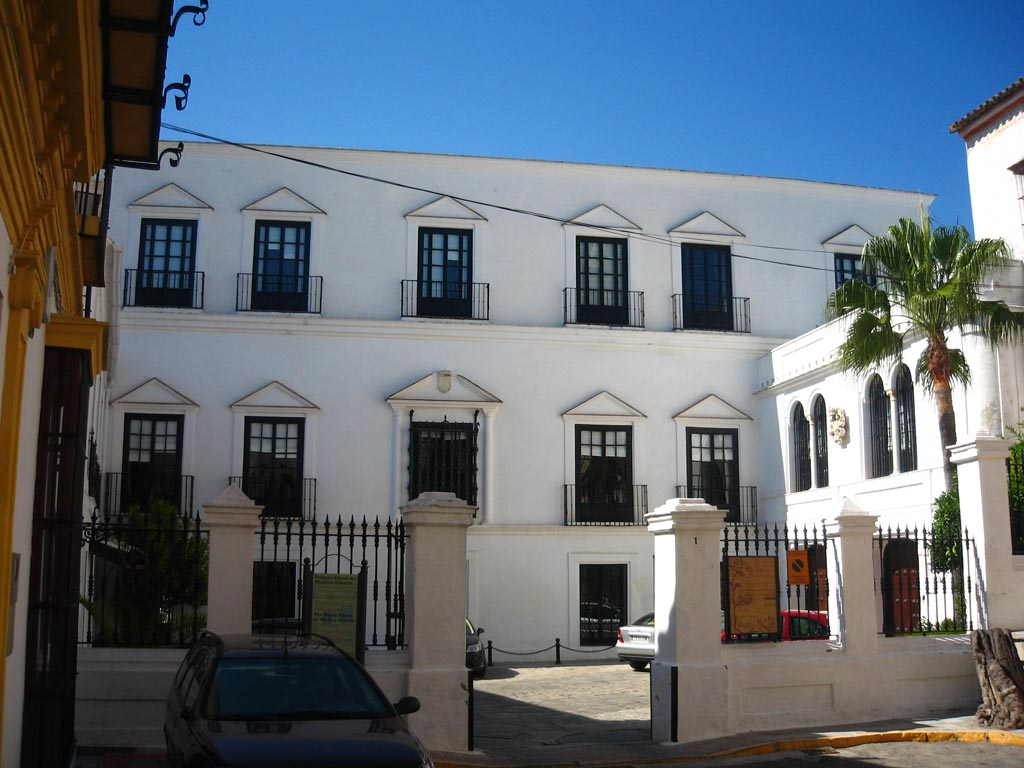
Palacio Ducal de Medina Sidonia, casa solariega del linaje en Sanlúcar de Barrameda.

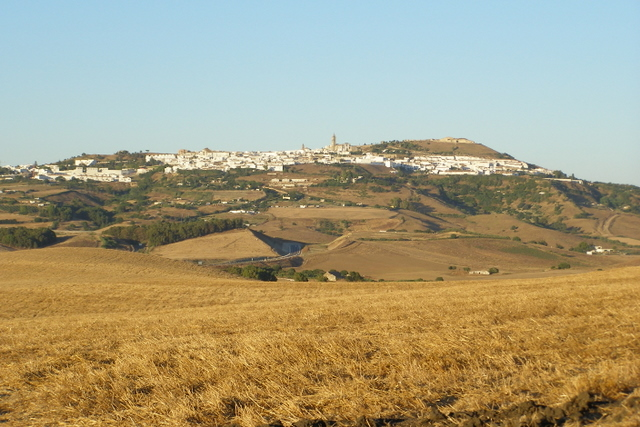
Vista de Medina Sidonia, municipio que da nombre a la casa nobiliaria.

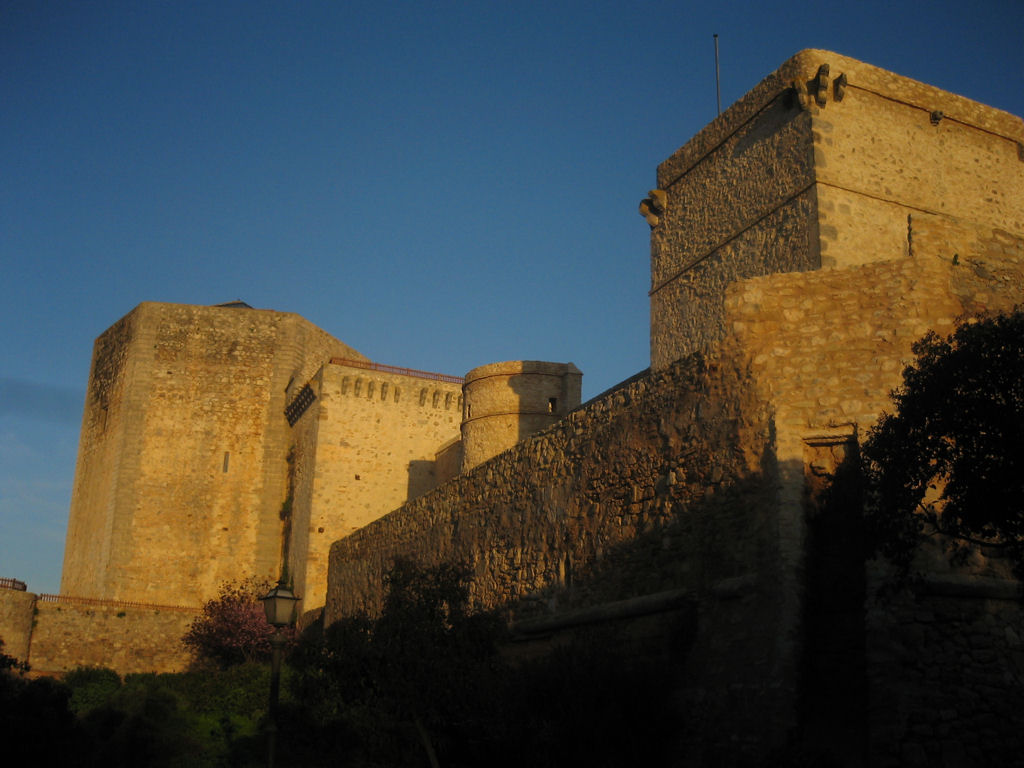
Castillo de Santiago en Sanlúcar.

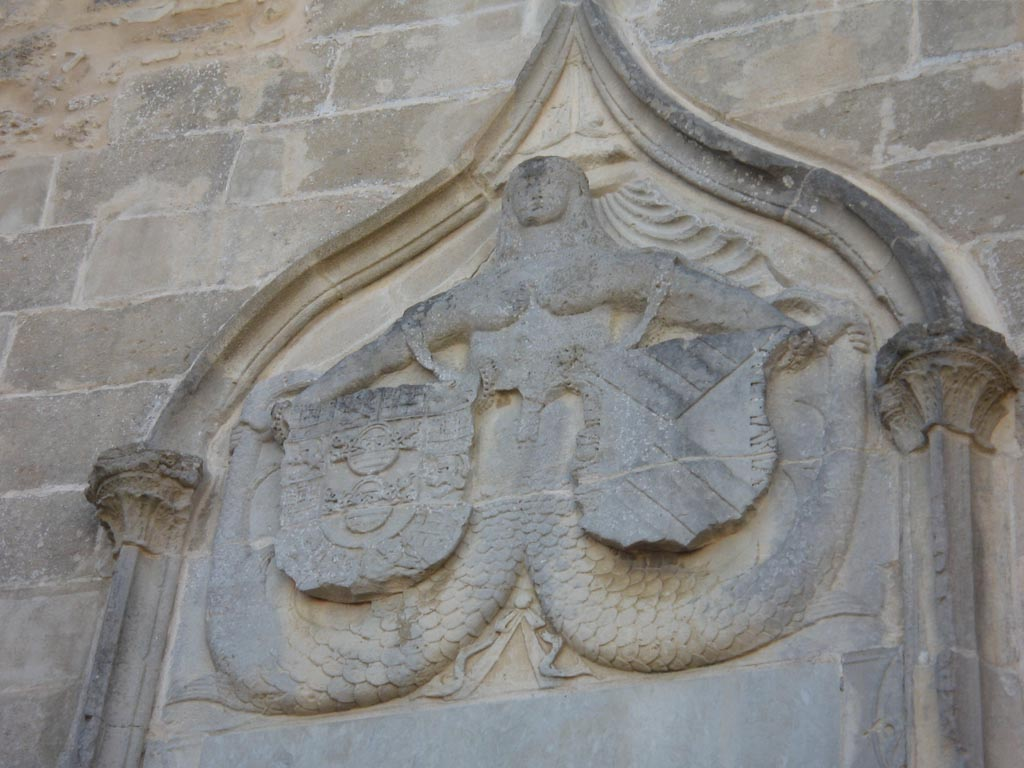
Escudos de los Pérez de Guzmán y de la Casa de Mendoza, en el Castillo de Santiago de Sanlúcar de Barrameda.

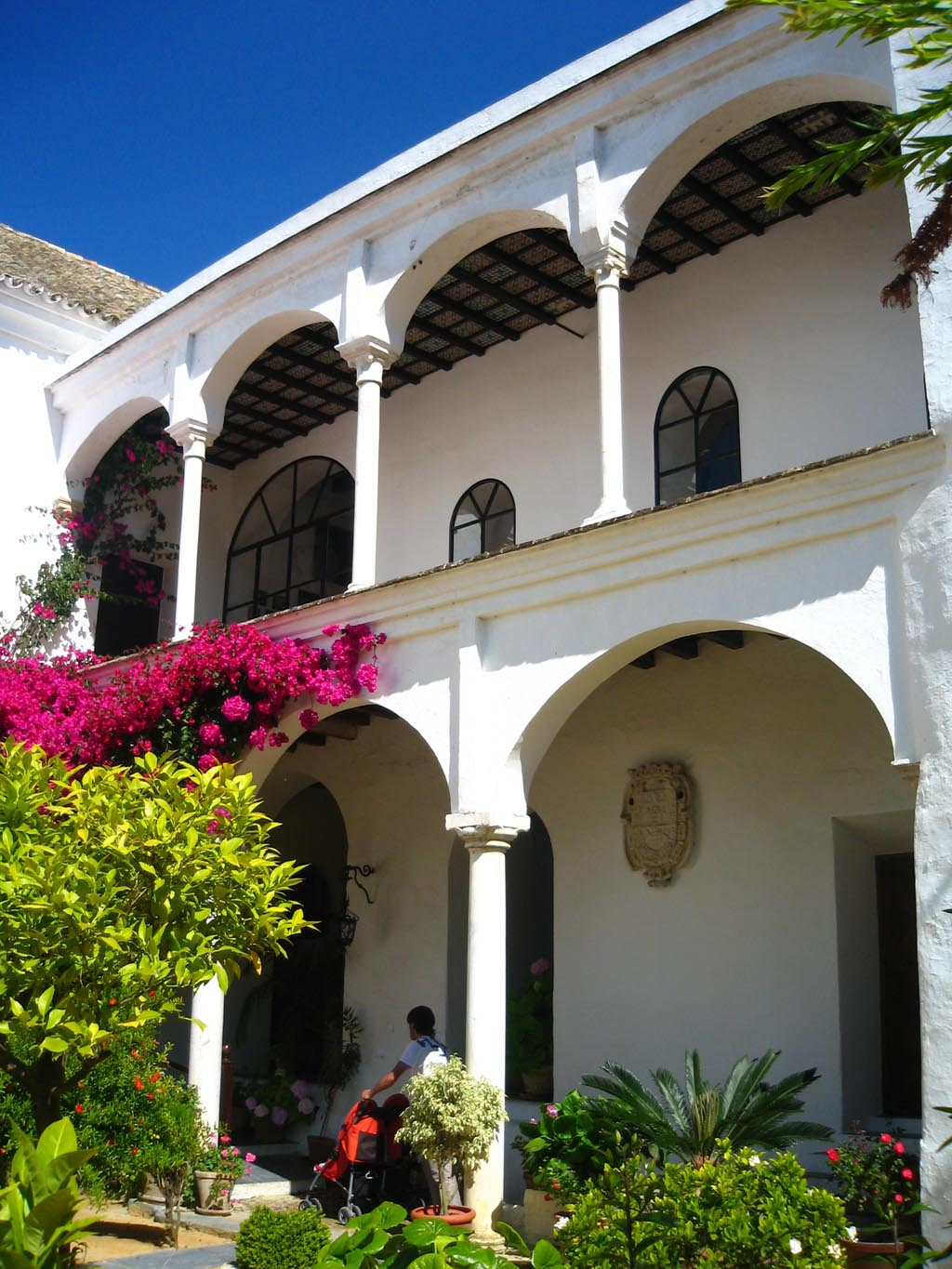
Vista interior del Palacio de Medina Sidonia en Sanlúcar.

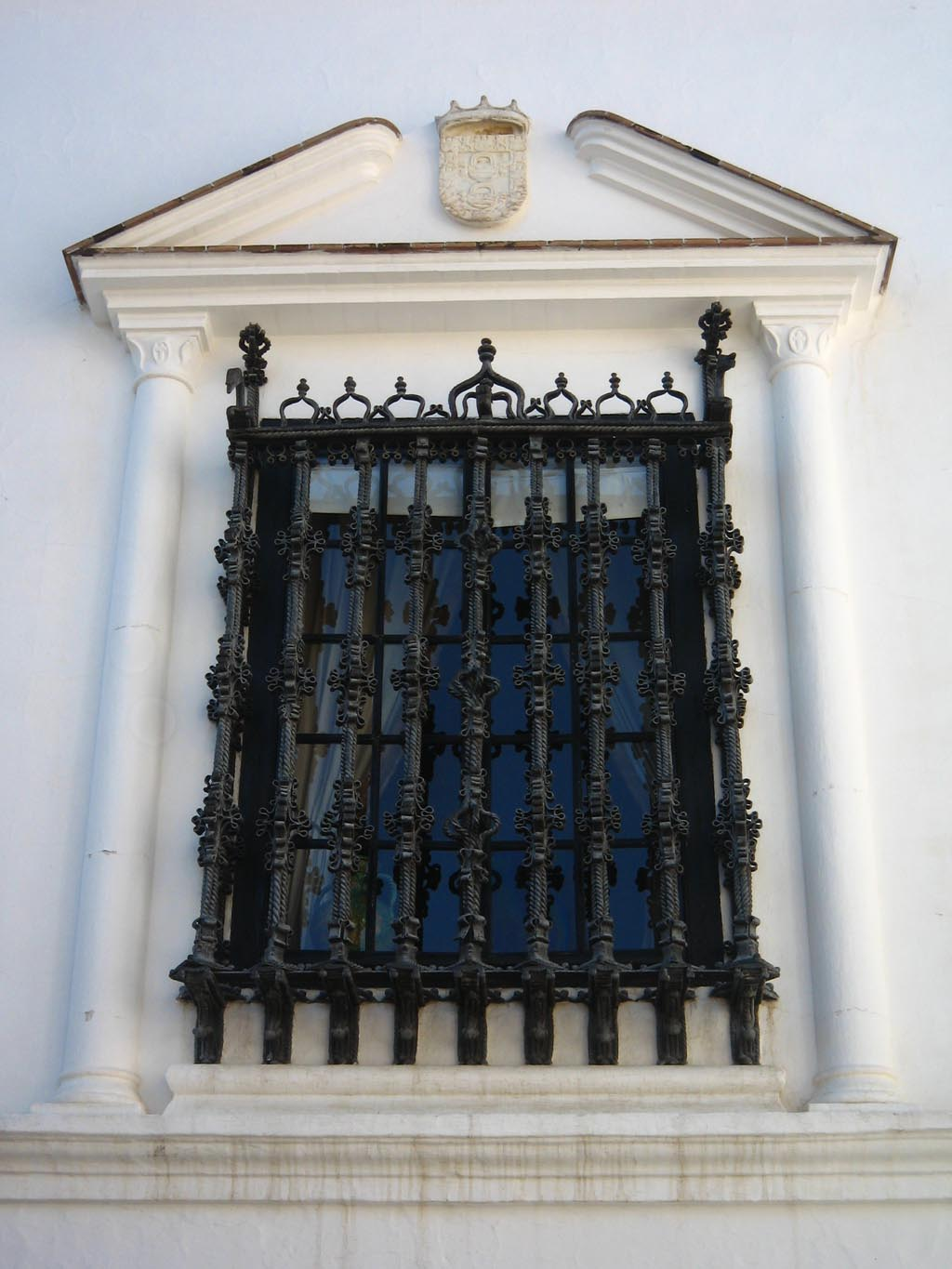
Reja del Palacio de Sanlúcar, proveniente del desaparecido Palacio de Sevilla.

Mapa del Reino de Sevilla (1750-54), según las Respuestas Generales del Catastro de Ensenada. En verde los estados de la Casa de Medina Sidonia en dicho reino. Sanlúcar de Barrameda ya había sido incorporada a la Corona.

Señoríos jurisdiccionales de la Casa de Medina Sidonia en el Reino de Granada, en verde.

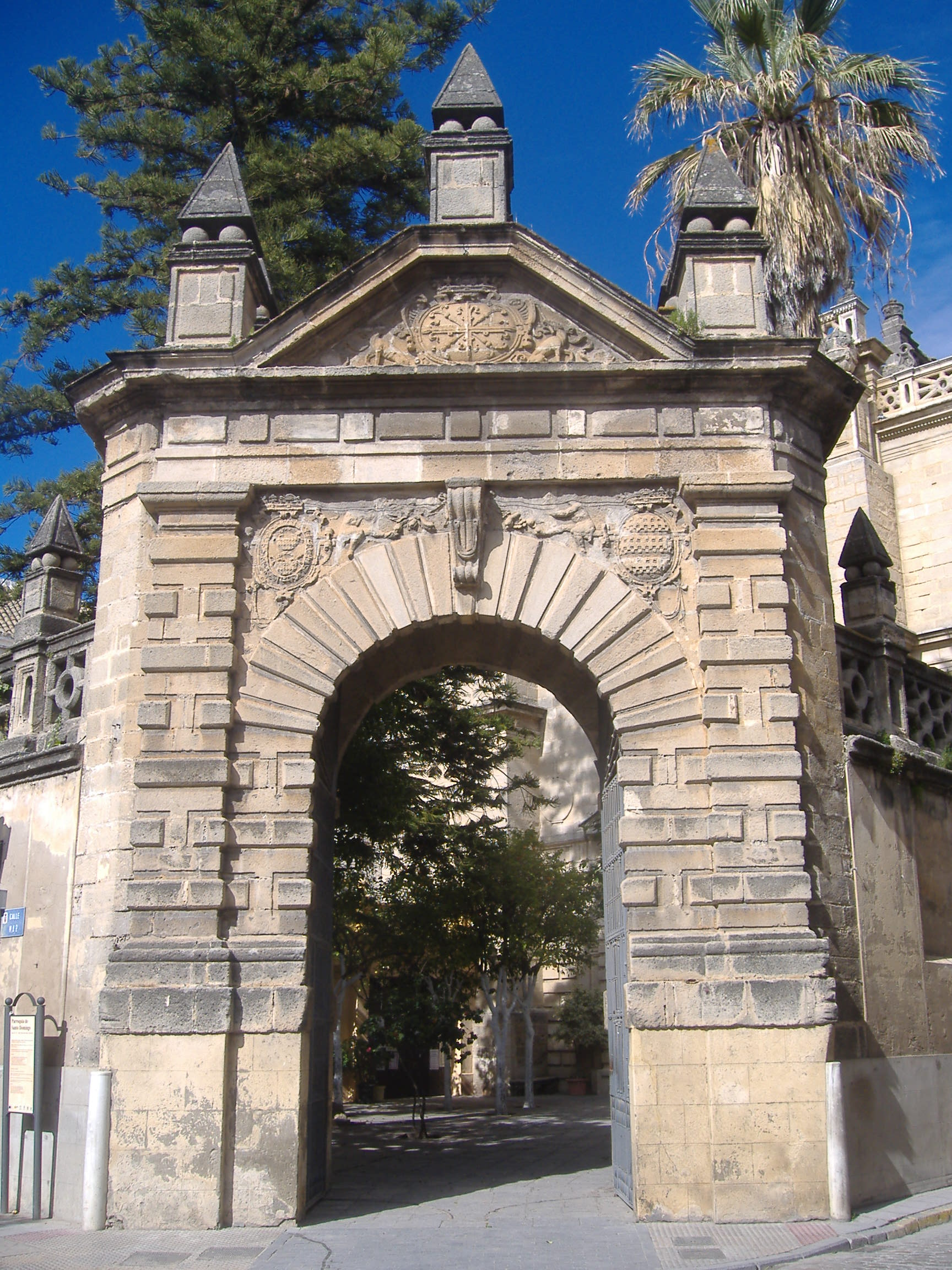
Portada del compás de entrada de la Iglesia de Santo Domingo, en Sanlúcar, panteón de los IX Condes de Niebla.

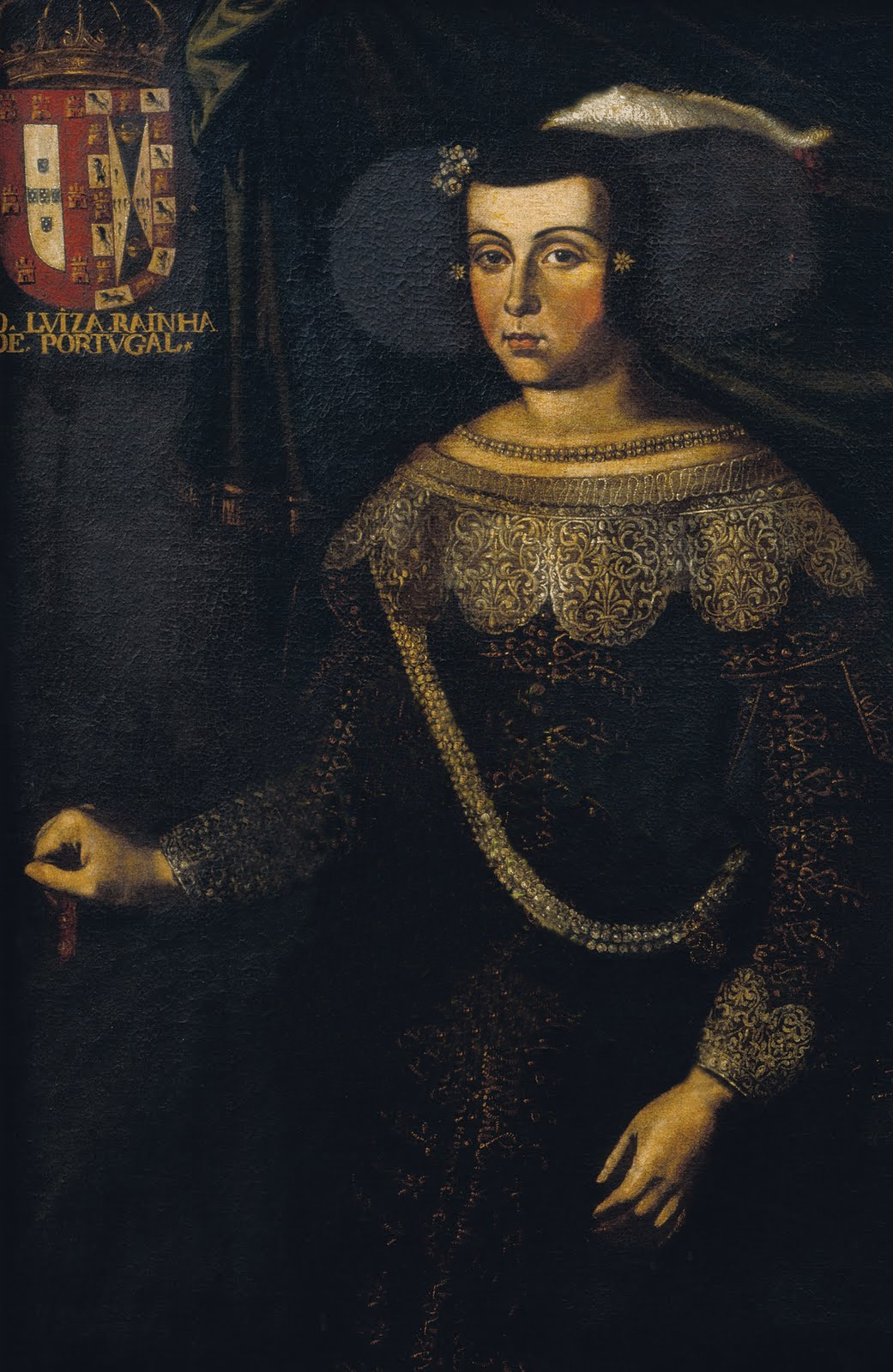
Luisa de Guzmán, reina consorte y regente de Portugal.

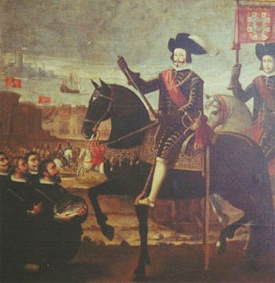
Gaspar Pérez de Guzmán y Sandoval, IX duque de Medina Sidonia.

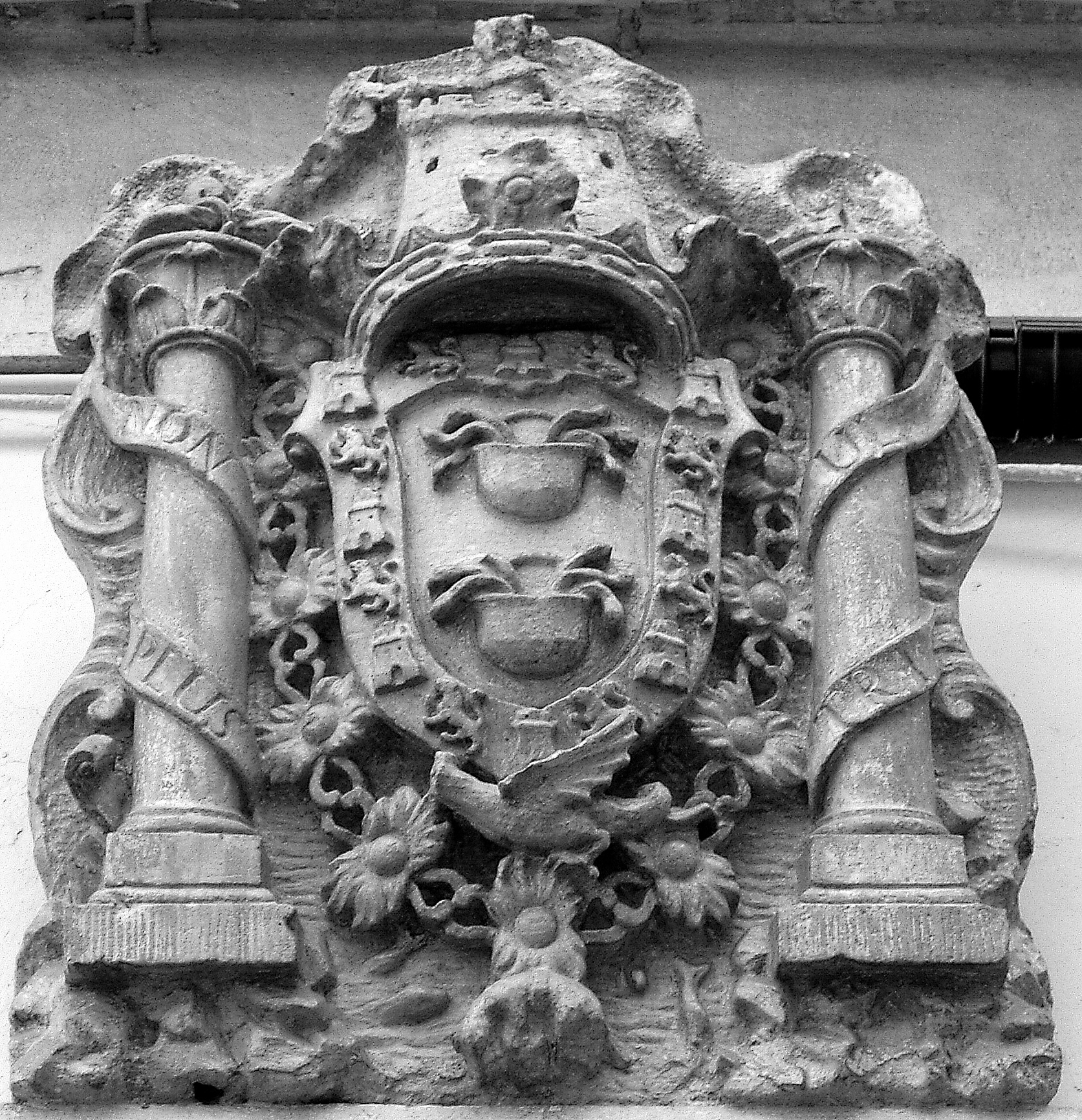
Escudo de la Casa de Medina Sidonia, en la calle Palacio, Huelva, antigua residencia de los Condes de Niebla casados.

La casa de Medina Sidonia es una casa nobiliaria española originaria de la corona de Castilla, cuyo nombre proviene del ducado de Medina Sidonia, título nobiliario hereditario que Juan II de Castilla otorgó a Juan Alonso Pérez de Guzmán, III conde de Niebla, el 17 de febrero de 1445, como premio por sus servicios a la corona. El ducado de Medina Sidonia es el ducado hereditario más antiguo del reino de España. 
El fundador de la casa de Medina Sidonia fue Guzmán el Bueno, pues él fue quien puso las bases sobre las cuales se asentaría la misma. Sus descendientes fueron acumulando posesiones y títulos que incrementaron el poder del linaje, que recibió el espaldarazo definitivo en 1445 con la concesión del ducado de Medina Sidonia, al que se concedió en 1520 Grandeza de España originaria. Además la casa reúne y reunió otros títulos, como el señorío de Sanlúcar, el condado de Niebla, el marquesado de Gibraltar, el marquesado de Cazaza y el marquesado de Valverde. 
La casa de Medina Sidonia estuvo desde sus orígenes en manos de la familia Pérez de Guzmán, comúnmente conocidos como los Guzmanes, hasta que en 1779 pasó a los Álvarez de Toledo, cuando a la muerte sin descendencia de Pedro de Alcántara Pérez de Guzmán y Pacheco, XIV duque de Medina Sidonia, lo heredó su primo José Álvarez de Toledo y Gonzaga, XI marqués de Villafranca del Bierzo, quien también murió sin descendencia, pasando la varonía de la casa a su hermano Francisco de Borja Álvarez de Toledo y Gonzaga. Leoncio Alonso González de Gregorio y Álvarez de Toledo es el actual duque de Medina Sidonia, siendo la vigésimo segunda persona que ha llevado dicho título.

## Historia

### Guzmán el Bueno, fundador de la casa y I Señor de Sanlúcar
Alonso Pérez de Guzmán, cognominado "el Bueno", fue el fundador de la Casa de Medina Sidonia, pues, aunque nunca ostentó el título de duque de Medina Sidonia, fue él quien puso las bases sobre las cuales se asentaría a lo largo de los siglos dicha casa nobiliaria. Su vida pública transcurrió entre 1276 y 1309. Como militar intervino en las luchas internas del Marruecos meriní. Tras las incursiones norteafricanas en la Baja Andalucía de 1275, medió en la tregua establecida entre el sultán meriní Yusuf y Alfonso X el Sabio en 1276.
A finales de 1281 o comienzos de 1282, intervino en el pacto entre el citado Yusuf y Alfonso X, en virtud del cual el sultán meriní ayudaría al monarca castellano frente al rebelado infante don Sancho. En 1282, el Rey Sabio premió los servicios de Guzmán con la villa de Alcalá Sidonia, hoy Alcalá de los Gazules, que le cambiaría ese mismo año por el Donadío de Monteagudo (hoy cortijo en el término municipal de Sanlúcar de Barrameda). Además el rey le casó con María Alfonso Coronel, una rica mujer que aportaría al matrimonio una importantísima dote, compuesta por casas en la collación (feligresía) de San Miguel en Sevilla, olivares de Torrijos (hoy hacienda en Valencina de la Concepción), olivares de La Robaína (en Pilas), la villa de Bollullos, las aceñas (molinos de harina) que había en el río Guadalete junto a Jerez de la Frontera, el pago de viña de La Ina (hoy barriada rural en Jerez de la Frontera) y el pago de viña de El Barroso (hoy cortijo en Jerez de la Frontera).
Con el acceso al trono de Sancho IV, Guzmán marchó de nuevo al sultanato meriní de Fez, haciendo una gran fortuna con la que ampliaría sus propiedades. Compró más olivares en el Aljarafe, más casas en Sevilla, La Algaba, Alaraz, el Vado de las Estacas (en Alcalá del Río), Santiponce, la villa de Ayamonte y Lepe, La Redondela, la mitad de la villa (hoy ciudad) de El Puerto de Santa María, la dehesa de Vilaraña (en El Puerto de Santa María), el Donadío de Ventosilla (hoy cortijo situado entre Sanlúcar y Jerez) y el Donadío de Alixar (hoy Alijar, cortijo entre Sanlúcar y Jerez).
Posteriormente, en 1294, el propio Sancho IV recurrió a Guzmán para la defensa de Tarifa, plaza amenazada por el infante don Juan, tío del monarca, con la ayuda de los meriníes y nazaritas. Allí ocurrió la célebre defensa heroica de Tarifa, con la muerte del inocente hijo de Guzmán convertida en leyenda. Tras la gesta de Tarifa, Sancho IV le prometió verbalmente el Señorío de Sanlúcar, en cuyo término se incluían los lugares y poblados de Sanlúcar de Barrameda, Rota, Chipiona y Trebujena. Sin embargo, no fue él sino su hijo Fernando IV quien hizo efectiva dicha merced en 1297. Con el tiempo, Sanlúcar se convertiría en el principal solar de la casa. En 1299 recibió la merced de la almadraba de Conil y en 1303 la almadraba de Chiclana, cuyas respectivas aldeas pobló. En 1307 recibió el Señorío de Vejer de la Frontera, a cambio de Zafra y Falconera, en Extremadura. Asimismo recibió el señorío de Marchena y una retención sobre las rentas de Medina Sidonia.
A la muerte de Guzmán el Bueno en la sierra de Gaucín, luchando en la frontera con el Reino de Granada, las dimensiones de sus señoríos y propiedades en el alfoz sevillano del Aljarafe, el área fronteriza onubense, el Bajo Guadalquivir y el área del Guadalete, convertían a la Casa de Guzmán en el linaje más importante de la alta nobleza en Andalucía durante la Baja Edad Media.
No obstante, la casa perdió parte de sus propiedades originales debido a las dotes matrimoniales y al testamento de María Alfonso Coronel dado en 1330. Por estas vías, su hija Isabel Pérez de Guzmán, casada con Fernán Ponce de León, aportó a la futura casa de Arcos el señorío de Marchena, la retención sobre las rentas de Medina Sidonia, las villas de Rota y Chipiona y, según parece, la mitad de Ayamonte. Del mismo modo, otra hija del matrimonio, Leonor Pérez de Guzmán, casada en 1306 con Luis de la Cerda, legó a la futura casa de Medinaceli El Puerto de Santa María junto con Villafranca, el Alijar y otras heredades.
- Véase también lista de Señores de Sanlúcar

### Condado de Niebla
En 1368, el rey Enrique II de Castilla otorgó a Juan Alfonso Pérez de Guzmán, IV Señor de Sanlúcar, el Condado de Niebla por su fidelidad en la primera guerra civil castellana que aquel había mantenido con su hermanastro Pedro I. Además el rey lo casó con una de sus hijas ilegítimas, entroncando la casa con la Familia Enríquez, por ende, con la Casa de Trastámara, incorporando a su escudo una orla con los castillos y los leones propios de la casa real castellano-leonesa. Fue el primer condado con jurisdicción territorial que se otorgó a un noble ajeno a la familia real.
El Condado toma su nombre de la villa onubense de Niebla, e incluía la villa de Niebla y sus aldeas, a saber: Trigueros y Beas, Rociana, Villarrasa, Lucena, Bonares, Calañas, Facanías (hoy Valverde del Camino), la alquería de Juan Pérez (hoy en la Puebla de Guzmán), Paymogo y El Portechuelo, Peña Alhaje y el Campo de Andévalo.
Todo ello dio a la casa un nuevo gran impulso, a lo que se unió la institución de un mayorazgo por parte del conde en 1371, con los bienes raíces y jurisdiccionales que había heredado junto con los aportados en dote por su mujer.
- Véase también lista de Condes de Niebla

### Ducado de Medina Sidonia
En 1440, Juan II cambió a Juan Alfonso Pérez de Guzmán, III conde de Niebla, el señorío de La Algaba, Alaraz y El Vado de las Estacas por Medina Sidonia. En 1444, dicho conde recuperó para el mayorazgo de la casa Ayamonte, Lepe y La Redondela, lugares que habían sido desgajados del mismo en 1396. Asimismo, durante la crisis que Juan II tuvo con los Infantes de Aragón, entre 1441 y 1444, el III conde apoyó al monarca haciendo que el reino de Sevilla se mantuviera mayoritariamente a su favor, servicio por el que fue recompensado en 1445 con la concesión del Ducado de Medina Sidonia. El otorgamiento de este título supuso que la dignidad de conde de Niebla quedara asociada al primogénito del duque, destinado a sucederle en la jefatura de la casa, en una suerte de "principado" interno.
En 1457, el I duque, casado con María de la Cerda, de la casa de Medinaceli, estableció mayorazgo, con permiso del rey, a favor de su hijo bastardo Enrique, pues no tenía descendientes legítimos con su esposa. Estas circunstancias generarían en la casa dos largos pleitos. El primero se mantuvo con la casa de Medinaceli que reclamaba la devolución de la villa de Huelva, puesto que María de la Cerda la había aportado al matrimonio en dote, pero había muerto sin haber tenido hijos con el duque. La devolución no se llevó a cabo y por ello, en torno a 1466, surgió una larga confrontación entre ambas casas que no finalizaría hasta 1509. El segundo pleito se dio con Teresa de Guzmán, condesa de Alba de Liste y hermana del I duque, que a pesar de haber sido compensada previamente con Garrovillas y Alconétar, argumentaba la bastardía del hijo del duque para reclamar la mitad de Lepe y Ayamonte en 1462; lugares que habían sido recuperados para el mayorazgo de la casa en 1444 y que se habían desgajado del mismo nuevamente en 1454, para dotar a otra Teresa, hija del I duque. Tras un largo período de reclamación, el pleito de Ayamonte se solucionaría en 1510.
La inestabilidad provocada por la guerra civil entre Enrique IV de Castilla y su medio hermano Alfonso, fue aprovechada por la casa para ampliar sus dominios anexionando Gibraltar y Jimena. Gibraltar, que había sido conquistado a los granadinos en 1462, pasó a la casa en 1467 por merced de Alfonso, que reinaba como Alfonso XII, lo que no fue óbice para que su contrincante Enrique IV revalidara dicha merced en 1469 cuando recuperó totalmente el gobierno. El atractivo de Gibraltar residía, entre otros muchos aspectos, en que estaba dotado con una libranza anual sobre las rentas reales de aproximadamente 1.500.000 maravedíes, para los gastos militares de alcaidía, avituallamiento y guarnición, que se prolongaría hasta la definitiva conquista del Reino de Granada. En 1488 los Reyes Católicos concedieron al duque el Marquesado de Gibraltar, pero a su muerte en 1492 intentaron recuperarlo para la corona sin éxito, quedando el asunto en suspenso hasta 1501, en que se produjo su devolución definitiva. Por su parte, Jimena, que había sido conquistada a los nazaritas granadinos en 1456, fue arrebatada al Duque de Alburquerque en 1468, lo que generó un largo pleito que concluyó a principios del siglo XVI, pagando la casa 6.000.000 de maravedís como compensación por la villa. Durante esta época la casa hizo préstamos monetarios a la Corona para la Guerra de Granada y prestó servicios militares en las campañas de Alhama, Málaga y la Vega de Granada, entre otras.
A finales de 1494 o principios de 1495, el III duque prestó su apoyo al adelantado Alonso Fernández de Lugo, quien conquistó definitivamente Tenerife, lo que le trajo a la casa ingenios azucareros y bienes raíces en las Canarias. En 1497 partió de Sanlúcar una armada comandada por Pedro de Estopiñán, que ocupó Melilla, en el reino de Tlemecén cerca de la frontera con el reino de Fez. Los reyes nombraron al duque gobernador y teniente de Melilla e hicieron una libranza sobre sus rentas de 4.400.000 maravedíes para los gastos militares del lugar. Melilla era una plaza avanzada que serviría de apoyo al comercio que desde Sanlúcar se mantenía con Magreb, que, aunque estaba prohibido por motivos religiosos, era para la hacienda ducal más importante que el mantenido con las Indias. En 1498 los reyes concedieron en señorío Gaucín, Benarrabá, Algatocín, Benamaoya y Benhamahabu, todos ellos lugares de la Serranía de Ronda. En 1503 se aprobó un nuevo mayorazgo de la casa y se incluyeron en él Huelva, Jimena, San Juan del Puerto, el dozavo de Palos, Olivares y Villafranca.
En 1504, la muerte de Isabel la Católica y la subsiguiente subida al trono de Castilla de su hija Juana y de su esposo Felipe, que se encontraban en Flandes, supuso un vacío de poder que reavivó las expectativas de la nobleza de recuperar el poder perdido durante el reinado de la reina. En 1505 el III duque Juan se lanzó a ofrecer su apoyo a Juana y Felipe, frente a la "amenaza" del padre de la reina Fernando el Católico, mediante embajada que partió de Sanlúcar a Flandes. En respuesta, ellos le nombraron "Lugarteniente real y capitán general de los reinos de Granada, Córdoba, Jaén, los Algarves, Algeciras, con toda la Andalucía" y, según un documento, "y de Murcia"; cargo que nunca llegó a ser ejercido. La casa seguía implacable en la ampliación de sus dominios. En 1506, el alcaide ducal de Melilla, Gonzalo Mariño de Ribera, conquistó Cazaza y el duque recibió de los nuevos reyes el marquesado homónimo. Además, según los cronistas de la casa del quinientos (Medina y Barrantes), cuando los reyes llegaron a Castilla, dieron al duque nueva merced de Gibraltar, pero esto no está demostrado documentalmente.
Lo cierto es que Isabel la Católica había dejado dispuesto en su testamento que Gibraltar no se enajenara más, lo cual no fue óbice para que en 1506, tras la inesperada muerte de Felipe el Hermoso, el duque intentara recuperarlo por las armas aprovechando el nuevo vacío de poder, pues Fernando el Católico se encontraba en Nápoles, de donde tardaría un año en regresar a Castilla. A mediados de 1506 se produjeron las alteraciones de Córdoba contra el inquisidor Lucero, que provocaron la inmediata represión por parte del rey en agosto y el destierro del rebelado marqués de Priego durante cinco años. El III duque, por su parte, procedió al asedio de Gibraltar, frente al cual fue su hijo Enrique de 9 o 10 años. El sitio duró dos meses, pero la ciudad resistió y el duque levantó el cerco a finales de octubre. En noviembre de 1506, los nobles andaluces, al igual que los meseteños, hicieron pleito por el cual formaron una liga o confederación destinada a defender sus intereses en Andalucía contra los del regente entrante. Esta liga estaba formada por el propio duque de Medina Sidonia, el marqués de Priego Pedro Fernández de Córdoba, el conde de Cabra, el Arzobispo de Sevilla Diego de Deza y el II conde de Urueña Juan Tellez Girón. El duque hizo dos intentonas sobre Jerez que fracasaron y un segundo asedio de Gibraltar, en mayo de 1507, que tampoco tuvo éxito. En julio de 1507, el duque regresó a Sevilla donde murió inesperadamente de peste, sucediéndole como IV duque su hijo Enrique, menor de edad. El IV duque quedó bajo la tutela de su madrastra Leonor Pérez de Guzmán y Zúñiga, su cuñado Pedro Girón, Per Afán de Ribera, Juan de Barahona y Antón Rodríguez Lucero.
A partir de entonces la casa pasó por una serie de vicisitudes ocasionadas fundamentalmente por las alianzas familiares contraídas, los pleitos territoriales pendientes de resolución y la inestabilidad política por la que atravesaba la nobleza andaluza ante la vuelta del Rey Católico. El III duque había concertado con Juan Téllez Girón, II conde de Urueña, un doble casamiento entre guzmanes y girones: Mencía Pérez de Guzmán casó con Pedro Girón, III conde de Ureña, y el futuro duque Enrique casaría con María Téllez Girón, también conocida como María de Archidona, cuando alcanzaran la edad adecuada. Con el regreso del Rey Católico a Castilla a mediados de 1507 para hacerse cargo de la regencia, la nobleza castellana quedó al punto sometida de nuevo al poder real. Sin embargo, la andaluza no lo haría hasta mediados de 1508. La entrada en la familia de Pedro Girón, tutor del IV duque, que era débil y menor de edad, supuso desde el principio un enfrentamiento con Fernando el Católico. El monarca aragonés tenía intención de casar a su nieta Ana de Aragón, hija de Alfonso, hijo extramatrimonial del rey Fernando y arzobispo de Zaragoza, con el duque Enrique. Pedro Girón, contrario a ese matrimonio, mintió al rey diciéndole que el duque y su hermana María de Archidona ya estaban casados. El monarca, sin saber que Girón mentía, manifestó su disgusto por ese enlace, que no había tenido el consentimiento real. Girón, con astucia, se precipitó a llevar a los dos niños a Medina-Sidonia donde los casó en secreto.
El rey, desde Sevilla, solicitó a Pedro Girón las fortalezas de Sanlúcar, Vejer y Huelva, quien le respondió que tratara el asunto directamente con el duque, que ya estaba casado y era señor de sus estados. Tal conducta fue considerada una rebeldía por el rey. Pedro Girón fue desterrado a Portugal, llevándose con él al duque niño como garantía. El rey procedió a tomar todas las villas y fortalezas del estado del duque. Niebla, por órdenes dadas por Girón antes de partir al exilio, opuso resistencia al rey, por lo que la villa sufrió el asalto de las tropas reales en noviembre de 1508, que causaron una masacre popular recordada por su crudeza. Tras ello, el rey no suprimió los estados ducales, sino que nombró gobernador del mismo al arzobispo de Sevilla Diego de Deza, a Per Afán de Ribera y al doctor Lillo; la supresión del señorío lo hubiera enfrentado a todo el estamento nobiliario. El secuestro por parte del rey de los estados de la casa dejaba a sus miembros en una difícil situación económica. No obstante, el rey autorizó que los gobernadores del señorío libraran la cantidad de dinero suficiente para el cumplimento del testamento del duque Juan y la resolución de los pleitos territoriales, abonando 10.000.000 de maravedíes a la casa de Medinaceli en compensación por Huelva en 1509, y pagando 34.000.000 al conde de Alba de Liste por Ayamonte y Lepe en 1510.
La casa y el rey acabaron congraciándose, y en 1512 llegó el perdón regio. Tanto el IV duque como Pedro Girón regresaron de Portugal. A su vuelta acataron al rey en la corte y establecieron su residencia en Osuna, donde el duque murió en enero de 1513, sin hijos y dejando a su hermana Mencía de Guzmán (a la sazón esposa de Pedro Girón) como heredera universal. Como es natural, el testamento fue impugnado y Alonso, el legítimo heredero, pidió ayuda al rey, quien le casó en 1513 con su nieta Ana de Aragón por poderes, ya que ambos eran menores de edad. Durante la minoría de Alonso, la duquesa viuda Leonor gobernó los estados de la casa hasta su muerte en 1515. A finales de ese año se celebró la boda entre Alonso y Ana en Plasencia. Alonso sería considerado "mentecato e impotente" y en 1518, Carlos I aceptó traspasar el título a su hermano Juan Alonso, casándolo con su cuñada tras la pertinente anulación del matrimonio anterior. El nuevo duque sirvió al Emperador en la Guerra de las Comunidades de Castilla, manteniendo fiel el reino de Sevilla y poniendo al frente de las tropas andaluzas a su hermano Pedro, I duque de Olivares, cuando la rendición de María de Padilla en Toledo. Precisamente este Pedro de Guzmán inaugura la Casa de Olivares, una de las ramas menores de la casa, que tendrá mucho protagonismo en la historia de España en la figura del conde-duque de Olivares.
- Véase también lista de Duques de Medina Sidonia

### Capitanía General del Mar Océano y Costas de Andalucía
En 1581 el VII duque fue investido caballero de la Orden del Toisón de Oro y nombrado Capitán General de Lombardía. El VII, el VIII y el IX duque ostentaron la Capitanía General del Mar Océano y Costas de Andalucía.

### Revuelta en Andalucía. La Decadencia
La decadencia de la casa comenzó tras la Conspiración independentista en Andalucía (1641), supuestamente dirigida por el IX duque, aunque posiblemente fuera una conjura contra él orquestada por el Conde-duque de Olivares, miembro de una rama menor de la casa. Como consecuencia el IX duque perdió el Señorío de Sanlúcar en 1645, fue desterrado y la Capitanía General de la Mar Océana pasó a la casa de Medinaceli.

### De los Pérez de Guzmán a los Álvarez de Toledo: Las casas incorporadas
En 1779 la jefatura de la casa pasó a la Casa de Villafranca del Bierzo, cuando a la muerte sin descendencia de Pedro de Alcántara Pérez de Guzmán y Pacheco, XIV duque de Medina Sidonia, lo heredó su sobrino segundo José Álvarez de Toledo y Gonzaga, XI marqués de Villafranca, quien también murió sin descendencia, pasando la varonía de la casa a su hermano Francisco de Borja Álvarez de Toledo y Gonzaga. Con ello se incorporaron asimismo las casas de los Vélez, Paternò y Martorell.

### Fundación Casa Medina Sidonia
Actualmente la jefatura de la casa la ostenta Leoncio Alonso González de Gregorio y Álvarez de Toledo. La XXI duquesa Luisa Isabel Álvarez de Toledo y Maura catalogó el Archivo de la Casa y creó en torno a él la Fundación Casa Medina Sidonia en el palacio ducal de Sanlúcar de Barrameda. Tras su muerte en 2008 la presidencia de la fundación pasó de forma vitalicia a Liliane Dahlmann, aunque sus hijos demandan que la fundación sea reformulada, debido a que los bienes que su madre donó en vida a la misma, al ser la mayor parte de todo su patrimonio, deben ser reducidos para satisfacer los derechos legales de los herederos (pagar las legítimas a los herederos en las proporciones que establece el Código Civil en España), sin menoscabo de los intereses del Estado y de la declaración de Bien de Interés Cultural (con la consiguiente indivisibilidad), que afecta a la herencia de la XXI duquesa.

## Otros miembros
Otros miembros de la casa tuvieron un papel destacado en la historia, caso del Conde-duque de Olivares, valido del Felipe IV de España y de Luisa de Guzmán, reina consorte y regente de Portugal. Asimismo en la familia hubo dos Patriarcas de las Indias, Alonso Pérez de Guzmán, hijo del VII duque, y Antonio Pérez de Guzmán, nieto del VIII duque. Por otro lado, existen personajes históricos que compartieron apellido con los guzmanes andaluces pero cuyo parentesco no está probado, como Santo Domingo de Guzmán, al que se considera patrón de la casa, Pedro Núñez de Guzmán, citado unas veces como Adelantado mayor de Castilla, otras de Andalucía, y supuesto padre de Guzmán el Bueno, así como Leonor de Guzmán, amante de Alfonso XI de Castilla.

## Relación con otras casas nobiliarias
A lo largo de su historia, los miembros de la Casa de Medina Sidonia han entroncado con numerosos linajes y casas nobiliarias, entre ellas la casa de Medinaceli, la casa de Arcos, la familia Enríquez (parientes de Enrique II de Castilla), la casa de Alcalá, la casa de Ayamonte, la casa de Osuna, la Casa de Braganza, Casa de Zúñiga, Casa de Aragón, la Casa del Infantado, la Casa de Lerma...
Los duques de Medina Sidonia tienen ascendencia Real, debido a que, entre otras muchas líneas, María Antónia Gonzaga y Caraciolo, madre del XVI duque de Medina Sidonia, Francisco de Borja Álvarez de Toledo y Gonzaga, descendía, a través de la Casa de Este, de Catalina Micaela, casada con Carlos Manuel I, hija de Felipe II.

## Economía de la casa
La economía de la casa se basaba fundamentalmente en la agricultura, la ganadería, la pesca (la almadraba) y el comercio. Cultivaba en sus tierras del Aljarafe, del Bajo Guadalquivir, de la Campiña de Jerez y del alfoz de Medina Sidonia, la tríada mediterránea (trigo, olivo y viña) y los cultivos hortícolas. Explotaba desde el punto de vista de la ganadería bovina las grandes dehesas del Condado de Niebla y del Andévalo. Poseía las almadrabas de atún de Barbate, Conil y Chiclana, las salinas y la Almona de Sanlúcar. Comerciaba desde el puerto de Sanlúcar con el norte de Europa, norte de África y las Indias, exportando atún, vino, grana, aceite, jabón... y beneficiándose de las importaciones y del conjunto del tráfico comercial de dicho puerto, mediante la casa de contratación ducal y el cobro del almojarifazgo del puerto de Sanlúcar por parte de la aduana ducal.

## Mecenazgo artístico y presencia en las artes
La casa ejerció un importante mecenazgo artístico. Ejemplo de ello, en el plano arquitectónico, son el Palacio de Medina Sidonia en Sanlúcar de Barrameda, el Palacio de los Condes en Huelva capital, el Palacio de Medina Sidonia en Sevilla (derruido) el Monasterio de San Isidoro del Campo en Santiponce, el Monasterio de Dominicas de Madre de Dios en Sanlúcar, el Convento de Santo Domingo de Sanlúcar, el Santuario de Nuestra Señora de la Caridad Coronada en Sanlúcar, el Convento de La Merced en Sanlúcar, el castillo de Santiago, el castillo de Niebla, Trigueros y Barbate, la chanca de Zahara de los Atunes y un largo etcétera. En cuanto a pintura y escultura, destacan las obras encargadas a Francisco Juanete y Francisco de la Gándara. Del mismo modo las obras de platería de Luis Sánchez y Jacques de Uparque, y los hijos de este último Juan y Pedro. En el marco literatio, la gesta de Tarifa de Guzmán el Bueno ha sido objeto de numerosas obras, entre ellas la escrita por Tomás de Iriarte. Atribuido a Cervantes, el Soneto a la entrada del duque de Medina en Cádiz, está dedicado al VII duque. Góngora dedicó su Fábula de Polifemo y Galatea al conde de Niebla.

## Árbol genealógico
Titulares
     Jefes de la Casa anteriores a la creación del ducado (1297-1445)
| \| \| \| \| \| \| \| \| \| \| \| \| \| Guzmán el Bueno, i señor de Sanlúcar (1256-1309) \| \| \| \| \| \| \| \| \| \| \| \| \| \| \| \| \| \| \| \| \| \| \| \| \| \| \| \| \| \| \| \| \| \| \| \| \| \| \| \| \| \| \| \| \| \| \| \| \| \| \| \| \| \| \| \| \| \| \| \| \| \| \| \| \| \| \| \| \| \| \| \| \| \| \| \| \| \| \| \| \| \| \| \| \| \| \| \| \| \| \| \| \| \| \| \| \| \| \| \| \| \| \| \| \| \| \| \| \| \| \| \| \| \| Juan Alonso Pérez de Guzmán, ii señor de Sanlúcar (1285-1351) \| Juan Alonso Pérez de Guzmán, ii señor de Sanlúcar (1285-1351) \| Juan Alonso Pérez de Guzmán, ii señor de Sanlúcar (1285-1351) \| Juan Alonso Pérez de Guzmán, ii señor de Sanlúcar (1285-1351) \| Juan Alonso Pérez de Guzmán, ii señor de Sanlúcar (1285-1351) \| Juan Alonso Pérez de Guzmán, ii señor de Sanlúcar (1285-1351) \| \| \| Enrique II de Castilla (1334-1379) \| Enrique II de Castilla (1334-1379) \| Enrique II de Castilla (1334-1379) \| Enrique II de Castilla (1334-1379) \| Enrique II de Castilla (1334-1379) \| Enrique II de Castilla (1334-1379) \| \| \| \| \| \| \| \| \| \| \| \| \| \| \| \| \| \| \| \| \| \| \| \| \| \| \| \| \| \| \| \| \| \| \| \| \| \| \| \| \| \| \| \| Juan Alonso Pérez de Guzmán, ii señor de Sanlúcar (1285-1351) \| Juan Alonso Pérez de Guzmán, ii señor de Sanlúcar (1285-1351) \| Juan Alonso Pérez de Guzmán, ii señor de Sanlúcar (1285-1351) \| Juan Alonso Pérez de Guzmán, ii señor de Sanlúcar (1285-1351) \| Juan Alonso Pérez de Guzmán, ii señor de Sanlúcar (1285-1351) \| Juan Alonso Pérez de Guzmán, ii señor de Sanlúcar (1285-1351) \| \| \| Enrique II de Castilla (1334-1379) \| Enrique II de Castilla (1334-1379) \| Enrique II de Castilla (1334-1379) \| Enrique II de Castilla (1334-1379) \| Enrique II de Castilla (1334-1379) \| Enrique II de Castilla (1334-1379) \| \| \| \| \| \| \| \| \| \| \| \| \| \| \| \| \| \| \| \| \| \| \| \| \| \| \| \| \| \| \| \| \| \| \| \| \| \| \| \| \| \| \| \| \| \| \| \| \| \| \| \| \| \| \| \| \| \| \| \| \| \| \| \| \| \| \| \| \| \| \| \| \| \| \| \| \| \| \| \| \| \| \| \| \| \| \| \| \| \| \| \| \| Alonso Pérez de Guzmán, iii señor de Sanlúcar († 1365) \| Alonso Pérez de Guzmán, iii señor de Sanlúcar († 1365) \| Alonso Pérez de Guzmán, iii señor de Sanlúcar († 1365) \| Alonso Pérez de Guzmán, iii señor de Sanlúcar († 1365) \| Alonso Pérez de Guzmán, iii señor de Sanlúcar († 1365) \| Alonso Pérez de Guzmán, iii señor de Sanlúcar († 1365) \| \| \| Juan Alonso Pérez de Guzmán, i conde de Niebla (1377-1461) \| Juan Alonso Pérez de Guzmán, i conde de Niebla (1377-1461) \| Juan Alonso Pérez de Guzmán, i conde de Niebla (1377-1461) \| Juan Alonso Pérez de Guzmán, i conde de Niebla (1377-1461) \| Juan Alonso Pérez de Guzmán, i conde de Niebla (1377-1461) \| Juan Alonso Pérez de Guzmán, i conde de Niebla (1377-1461) \| \| \| Beatriz de Castilla, señora de Niebla († 1409) \| Beatriz de Castilla, señora de Niebla († 1409) \| Beatriz de Castilla, señora de Niebla († 1409) \| Beatriz de Castilla, señora de Niebla († 1409) \| Beatriz de Castilla, señora de Niebla († 1409) \| Beatriz de Castilla, señora de Niebla († 1409) \| \| \| \| \| \| \| \| \| \| \| \| \| \| \| \| \| \| \| \| \| \| \| \| \| \| \| \| \| \| \| \| \| \| \| \| Alonso Pérez de Guzmán, iii señor de Sanlúcar († 1365) \| Alonso Pérez de Guzmán, iii señor de Sanlúcar († 1365) \| Alonso Pérez de Guzmán, iii señor de Sanlúcar († 1365) \| Alonso Pérez de Guzmán, iii señor de Sanlúcar († 1365) \| Alonso Pérez de Guzmán, iii señor de Sanlúcar († 1365) \| Alonso Pérez de Guzmán, iii señor de Sanlúcar († 1365) \| \| \| Juan Alonso Pérez de Guzmán, i conde de Niebla (1377-1461) \| Juan Alonso Pérez de Guzmán, i conde de Niebla (1377-1461) \| Juan Alonso Pérez de Guzmán, i conde de Niebla (1377-1461) \| Juan Alonso Pérez de Guzmán, i conde de Niebla (1377-1461) \| Juan Alonso Pérez de Guzmán, i conde de Niebla (1377-1461) \| Juan Alonso Pérez de Guzmán, i conde de Niebla (1377-1461) \| \| \| Beatriz de Castilla, señora de Niebla († 1409) \| Beatriz de Castilla, señora de Niebla († 1409) \| Beatriz de Castilla, señora de Niebla († 1409) \| Beatriz de Castilla, señora de Niebla († 1409) \| Beatriz de Castilla, señora de Niebla († 1409) \| Beatriz de Castilla, señora de Niebla († 1409) \| \| \| \| \| \| \| \| \| \| \| \| \| \| \| \| \| \| \| \| \| \| \| \| \| \| \| \| \| \| \| \| \| \| \| \| \| \| \| \| \| \| \| \| \| \| \| \| \| \| \| \| \| \| \| \| \| \| \| \| \| \| \| \| \| \| \| \| \| \| \| \| \| \| \| \| \| \| \| \| \| \| \| \| \| \| \| \| \| \| \| \| \| \| \| \| \| \| \| \| \| \| \| \| \| Enrique de Guzmán, ii conde de Niebla (1391-1436) \| \| \| \| \| \| \| \| \| \| \| \| \| \| \| \| \| \| \| \| \| \| \| \| \| \| \| \| \| \| \| \| \| \| \| \| \| \| \| \| \| \| \| \| \| \| \| \| \| \| \| \| \| \| \| \| \| \| \| \| \| \| \| \| \| \| \| \| \| \| \| \| \| \| \| \| \| \| \| \| \| \| \| \| \| \| \| \| \| \| \| \| \| \| \| \| \| \| \| \| \| \| \| \| \| \| \| \| \| \| \| \| \| \| Juan Alonso Pérez de Guzmán, i duque de Medina Sidonia (1410-1468) \| \| \| \| \| \| \| \| \| \| \| \| \| \| \| \| \| \| \| \| \| \| \| \| \| \| \| \| \| \| \| \| \| \| \| \| \| \| \| \| \| \| \| \| \| \| \| \| \| \| \| \| \| \| \| \| \| \| \| \| \| \| \| \| \| \| \| \| \| \| \| \| \| \| \| \| \| \| \| \| \| \| \| \| \| \| \| \| \| \| \| \| \| \| \| \| \| \| \| \| \| \| \| \| \| \| \| \| \| \| \| \| \| \| Enrique de Guzmán, ii duque de Medina Sidonia († 1492) \| \| \| \| \| \| \| \| \| \| \| \| \| \| \| \| \| \| \| \| \| \| \| \| \| \| \| \| \| \| \| \| \| \| \| \| \| \| \| \| \| \| \| \| \| \| \| \| \| \| \| \| \| \| \| \| \| \| \| \| \| \| \| \| \| \| \| \| \| \| \| \| \| \| \| \| \| \| \| \| \| \| \| \| \| \| \| \| \| \| \| \| \| \| \| \| \| \| \| \| \| \| \| \| \| \| \| \| \| \| \| \| \| \| Juan Alonso Pérez de Guzmán, iii duque de Medina Sidonia (1464-1507) \| \| \| \| \| \| \| \| \| \| \| \| \| \| \| \| \| \| \| \| \| \| \| \| \| \| \| \| \| \| \| \| \| \| \| \| \| \| \| \| \| \| \| \| \| \| \| \| \| \| \| \| \| \| \| \| \| \| \| \| \| \| \| \| \| \| \| \| \| \| \| \| \| \| \| \| \| \| \| \| \| \| \| \| \| \| \| \| \| \| \| \| \| \| \| \| \| \| \| \| \| \| \| \| \| \| \| \| \| \| \| \| \| \| \| \| \| \| \| \| \| \| \| \| \| \| \| \| \| \| \| \| \| \| \| \| \| \| \| \| \| \| \| \| \| \| \| \| \| \| \| \| \| \| \| Enrique de Guzmán, iv duque de Medina Sidonia (1494-1513) \| Enrique de Guzmán, iv duque de Medina Sidonia (1494-1513) \| Enrique de Guzmán, iv duque de Medina Sidonia (1494-1513) \| Enrique de Guzmán, iv duque de Medina Sidonia (1494-1513) \| Enrique de Guzmán, iv duque de Medina Sidonia (1494-1513) \| Enrique de Guzmán, iv duque de Medina Sidonia (1494-1513) \| \| \| Alonso Pérez de Guzmán, v duque de Medina Sidonia († 1549) \| Alonso Pérez de Guzmán, v duque de Medina Sidonia († 1549) \| Alonso Pérez de Guzmán, v duque de Medina Sidonia († 1549) \| Alonso Pérez de Guzmán, v duque de Medina Sidonia († 1549) \| Alonso Pérez de Guzmán, v duque de Medina Sidonia († 1549) \| Alonso Pérez de Guzmán, v duque de Medina Sidonia († 1549) \| \| \| Juan Alonso Pérez de Guzmán, vi duque de Medina Sidonia (1502-1558) \| Juan Alonso Pérez de Guzmán, vi duque de Medina Sidonia (1502-1558) \| Juan Alonso Pérez de Guzmán, vi duque de Medina Sidonia (1502-1558) \| Juan Alonso Pérez de Guzmán, vi duque de Medina Sidonia (1502-1558) \| Juan Alonso Pérez de Guzmán, vi duque de Medina Sidonia (1502-1558) \| Juan Alonso Pérez de Guzmán, vi duque de Medina Sidonia (1502-1558) \| \| \| Pedro de Guzmán, i conde de Olivares (1503-1569) \| Pedro de Guzmán, i conde de Olivares (1503-1569) \| Pedro de Guzmán, i conde de Olivares (1503-1569) \| Pedro de Guzmán, i conde de Olivares (1503-1569) \| Pedro de Guzmán, i conde de Olivares (1503-1569) \| Pedro de Guzmán, i conde de Olivares (1503-1569) \| \| \| \| \| \| \| \| \| \| \| \| \| \| \| \| \| \| \| \| \| \| \| \| \| \| \| \| Enrique de Guzmán, iv duque de Medina Sidonia (1494-1513) \| Enrique de Guzmán, iv duque de Medina Sidonia (1494-1513) \| Enrique de Guzmán, iv duque de Medina Sidonia (1494-1513) \| Enrique de Guzmán, iv duque de Medina Sidonia (1494-1513) \| Enrique de Guzmán, iv duque de Medina Sidonia (1494-1513) \| Enrique de Guzmán, iv duque de Medina Sidonia (1494-1513) \| \| \| Alonso Pérez de Guzmán, v duque de Medina Sidonia († 1549) \| Alonso Pérez de Guzmán, v duque de Medina Sidonia († 1549) \| Alonso Pérez de Guzmán, v duque de Medina Sidonia († 1549) \| Alonso Pérez de Guzmán, v duque de Medina Sidonia († 1549) \| Alonso Pérez de Guzmán, v duque de Medina Sidonia († 1549) \| Alonso Pérez de Guzmán, v duque de Medina Sidonia († 1549) \| \| \| Juan Alonso Pérez de Guzmán, vi duque de Medina Sidonia (1502-1558) \| Juan Alonso Pérez de Guzmán, vi duque de Medina Sidonia (1502-1558) \| Juan Alonso Pérez de Guzmán, vi duque de Medina Sidonia (1502-1558) \| Juan Alonso Pérez de Guzmán, vi duque de Medina Sidonia (1502-1558) \| Juan Alonso Pérez de Guzmán, vi duque de Medina Sidonia (1502-1558) \| Juan Alonso Pérez de Guzmán, vi duque de Medina Sidonia (1502-1558) \| \| \| Pedro de Guzmán, i conde de Olivares (1503-1569) \| Pedro de Guzmán, i conde de Olivares (1503-1569) \| Pedro de Guzmán, i conde de Olivares (1503-1569) \| Pedro de Guzmán, i conde de Olivares (1503-1569) \| Pedro de Guzmán, i conde de Olivares (1503-1569) \| Pedro de Guzmán, i conde de Olivares (1503-1569) \| Con sucesión en la casa de Olivares. \| \| \| \| \| \| \| \| \| \| \| \| \| \| \| \| \| \| \| \| \| \| \| \| \| \| \| \| \| \| \| \| \| \| \| \| \| \| \| \| \| \| \| Juan Claros de Guzmán, ix conde de Niebla (1519-1556) \| \| \| \| \| \| \| \| \| \| \| \| \| \| \| \| \| \| \| \| \| \| \| \| \| \| \| \| \| \| \| \| \| \| \| \| \| \| \| \| \| \| \| \| \| \| \| \| \| \| \| \| \| \| \| \| \| \| \| \| \| \| \| \| \| \| \| \| \| \| \| \| \| \| \| \| \| \| \| \| \| \| \| \| \| \| \| \| \| \| \| \| \| \| \| \| \| \| \| \| \| \| \| \| \| \| \| \| \| \| \| \| \| \| Alonso Pérez de Guzmán el Bueno, vii duque de Medina Sidonia (1550-1619) \| \| \| \| \| \| \| \| \| \| \| \| \| \| \| \| \| \| \| \| \| \| \| \| \| \| \| \| \| \| \| \| \| \| \| \| \| \| \| \| \| \| \| \| \| \| \| \| \| \| \| \| \| \| \| \| \| \| \| \| \| \| \| \| \| \| \| \| \| \| \| \| \| \| \| \| \| \| \| \| \| \| \| \| \| \| \| \| \| \| \| \| \| \| \| \| \| \| \| \| \| \| \| \| \| \| \| \| \| \| \| \| \| \| Manuel Alonso Pérez de Guzmán el Bueno, viii duque de Medina Sidonia (1579-1636) \| \| \| \| \| \| \| \| \| \| \| \| \| \| \| \| \| \| \| \| \| \| \| \| \| \| \| \| \| \| \| \| \| \| \| \| \| \| \| \| \| \| \| \| \| \| \| \| \| \| \| \| \| \| \| \| \| \| \| \| \| \| \| \| \| \| \| \| \| \| \| \| \| \| \| \| \| \| \| \| \| \| \| \| \| \| \| \| \| \| \| \| \| \| \| \| \| \| \| \| \| \| \| \| \| \| \| \| \| \| \| \| \| \| \| \| \| \| \| \| \| \| \| \| \| \| \| \| \| \| \| \| \| \| \| \| \| \| \| \| \| \| \| \| \| \| \| \| \| \| \| \| \| \| \| \| \| \| \| \| \| \| \| \| \| \| \| \| \| \| \| Gaspar Alonso Pérez de Guzmán el Bueno, ix duque de Medina Sidonia (1602-1664) \| Gaspar Alonso Pérez de Guzmán el Bueno, ix duque de Medina Sidonia (1602-1664) \| Gaspar Alonso Pérez de Guzmán el Bueno, ix duque de Medina Sidonia (1602-1664) \| Gaspar Alonso Pérez de Guzmán el Bueno, ix duque de Medina Sidonia (1602-1664) \| Gaspar Alonso Pérez de Guzmán el Bueno, ix duque de Medina Sidonia (1602-1664) \| Gaspar Alonso Pérez de Guzmán el Bueno, ix duque de Medina Sidonia (1602-1664) \| \| \| Luisa de Guzmán, reina de Portugal (1613-1666) \| Luisa de Guzmán, reina de Portugal (1613-1666) \| Luisa de Guzmán, reina de Portugal (1613-1666) \| Luisa de Guzmán, reina de Portugal (1613-1666) \| Luisa de Guzmán, reina de Portugal (1613-1666) \| Luisa de Guzmán, reina de Portugal (1613-1666) \| \| \| \| \| \| \| \| \| \| \| \| \| \| \| \| \| \| \| \| \| \| \| \| \| \| \| \| \| \| \| \| \| \| \| \| \| \| \| \| \| \| \| \| Gaspar Alonso Pérez de Guzmán el Bueno, ix duque de Medina Sidonia (1602-1664) \| Gaspar Alonso Pérez de Guzmán el Bueno, ix duque de Medina Sidonia (1602-1664) \| Gaspar Alonso Pérez de Guzmán el Bueno, ix duque de Medina Sidonia (1602-1664) \| Gaspar Alonso Pérez de Guzmán el Bueno, ix duque de Medina Sidonia (1602-1664) \| Gaspar Alonso Pérez de Guzmán el Bueno, ix duque de Medina Sidonia (1602-1664) \| Gaspar Alonso Pérez de Guzmán el Bueno, ix duque de Medina Sidonia (1602-1664) \| \| \| Luisa de Guzmán, reina de Portugal (1613-1666) \| Luisa de Guzmán, reina de Portugal (1613-1666) \| Luisa de Guzmán, reina de Portugal (1613-1666) \| Luisa de Guzmán, reina de Portugal (1613-1666) \| Luisa de Guzmán, reina de Portugal (1613-1666) \| Luisa de Guzmán, reina de Portugal (1613-1666) \| Con sucesión en la casa real de Portugal. \| \| \| \| \| \| \| \| \| \| \| \| \| \| \| \| \| \| \| \| \| \| \| \| \| \| \| \| \| \| \| \| \| \| \| \| \| \| \| \| \| \| \| \| \| \| \| \| \| \| \| \| \| \| \| \| \| \| \| \| \| \| \| \| \| \| \| \| \| \| \| \| \| \| \| \| \| \| \| \| \| \| \| \| \| \| \| \| \| \| \| \| Gaspar Juan Alonso Pérez de Guzmán el Bueno, x duque de Medina Sidonia († 1667) \| Gaspar Juan Alonso Pérez de Guzmán el Bueno, x duque de Medina Sidonia († 1667) \| Gaspar Juan Alonso Pérez de Guzmán el Bueno, x duque de Medina Sidonia († 1667) \| Gaspar Juan Alonso Pérez de Guzmán el Bueno, x duque de Medina Sidonia († 1667) \| Gaspar Juan Alonso Pérez de Guzmán el Bueno, x duque de Medina Sidonia († 1667) \| Gaspar Juan Alonso Pérez de Guzmán el Bueno, x duque de Medina Sidonia († 1667) \| \| \| Juan Claros Alonso Pérez de Guzmán el Bueno, xi duque de Medina Sidonia (1642-1713) \| Juan Claros Alonso Pérez de Guzmán el Bueno, xi duque de Medina Sidonia (1642-1713) \| Juan Claros Alonso Pérez de Guzmán el Bueno, xi duque de Medina Sidonia (1642-1713) \| Juan Claros Alonso Pérez de Guzmán el Bueno, xi duque de Medina Sidonia (1642-1713) \| Juan Claros Alonso Pérez de Guzmán el Bueno, xi duque de Medina Sidonia (1642-1713) \| Juan Claros Alonso Pérez de Guzmán el Bueno, xi duque de Medina Sidonia (1642-1713) \| \| \| \| \| \| \| \| \| \| \| \| \| \| \| \| \| \| \| \| \| \| \| \| \| \| \| \| \| \| \| \| \| \| \| \| \| \| \| \| \| \| \| \| Gaspar Juan Alonso Pérez de Guzmán el Bueno, x duque de Medina Sidonia († 1667) \| Gaspar Juan Alonso Pérez de Guzmán el Bueno, x duque de Medina Sidonia († 1667) \| Gaspar Juan Alonso Pérez de Guzmán el Bueno, x duque de Medina Sidonia († 1667) \| Gaspar Juan Alonso Pérez de Guzmán el Bueno, x duque de Medina Sidonia († 1667) \| Gaspar Juan Alonso Pérez de Guzmán el Bueno, x duque de Medina Sidonia († 1667) \| Gaspar Juan Alonso Pérez de Guzmán el Bueno, x duque de Medina Sidonia († 1667) \| \| \| Juan Claros Alonso Pérez de Guzmán el Bueno, xi duque de Medina Sidonia (1642-1713) \| Juan Claros Alonso Pérez de Guzmán el Bueno, xi duque de Medina Sidonia (1642-1713) \| Juan Claros Alonso Pérez de Guzmán el Bueno, xi duque de Medina Sidonia (1642-1713) \| Juan Claros Alonso Pérez de Guzmán el Bueno, xi duque de Medina Sidonia (1642-1713) \| Juan Claros Alonso Pérez de Guzmán el Bueno, xi duque de Medina Sidonia (1642-1713) \| Juan Claros Alonso Pérez de Guzmán el Bueno, xi duque de Medina Sidonia (1642-1713) \| \| \| \| \| \| \| \| \| \| \| \| \| \| \| \| \| \| \| \| \| \| \| \| \| \| \| \| \| \| \| \| \| \| \| \| \| \| \| \| \| \| \| \| \| \| \| \| \| \| \| \| Manuel Alonso Pérez de Guzmán el Bueno, xii duque de Medina Sidonia (1671-1721) \| \| \| \| \| \| \| \| \| \| \| \| \| \| \| \| \| \| \| \| \| \| \| \| \| \| \| \| \| \| \| \| \| \| \| \| \| \| \| \| \| \| \| \| \| \| \| \| \| \| \| \| \| \| \| \| \| \| \| \| \| \| \| \| \| \| \| \| \| \| \| \| \| \| \| \| \| \| \| \| \| \| \| \| \| \| \| \| \| \| \| \| \| \| \| \| \| \| \| \| \| \| \| \| \| \| \| \| \| \| \| \| \| \| \| \| \| \| \| \| \| \| \| \| \| \| \| \| \| \| \| \| \| \| \| \| \| \| \| \| \| \| \| \| \| \| \| \| \| \| \| \| \| \| \| \| \| \| \| \| \| \| \| Domingo José Claros Alonso Pérez de Guzmán el Bueno, xiii duque de Medina Sidonia (1691-1739) \| Domingo José Claros Alonso Pérez de Guzmán el Bueno, xiii duque de Medina Sidonia (1691-1739) \| Domingo José Claros Alonso Pérez de Guzmán el Bueno, xiii duque de Medina Sidonia (1691-1739) \| Domingo José Claros Alonso Pérez de Guzmán el Bueno, xiii duque de Medina Sidonia (1691-1739) \| Domingo José Claros Alonso Pérez de Guzmán el Bueno, xiii duque de Medina Sidonia (1691-1739) \| Domingo José Claros Alonso Pérez de Guzmán el Bueno, xiii duque de Medina Sidonia (1691-1739) \| \| \| Juana Pérez de Guzmán el Bueno, marquesa de Villafranca († 1736) \| Juana Pérez de Guzmán el Bueno, marquesa de Villafranca († 1736) \| Juana Pérez de Guzmán el Bueno, marquesa de Villafranca († 1736) \| Juana Pérez de Guzmán el Bueno, marquesa de Villafranca († 1736) \| Juana Pérez de Guzmán el Bueno, marquesa de Villafranca († 1736) \| Juana Pérez de Guzmán el Bueno, marquesa de Villafranca († 1736) \| \| \| \| \| \| \| \| \| \| \| \| \| \| \| \| \| \| \| \| \| \| \| \| \| \| \| \| \| \| \| \| \| \| \| \| \| \| \| \| \| \| \| \| Domingo José Claros Alonso Pérez de Guzmán el Bueno, xiii duque de Medina Sidonia (1691-1739) \| Domingo José Claros Alonso Pérez de Guzmán el Bueno, xiii duque de Medina Sidonia (1691-1739) \| Domingo José Claros Alonso Pérez de Guzmán el Bueno, xiii duque de Medina Sidonia (1691-1739) \| Domingo José Claros Alonso Pérez de Guzmán el Bueno, xiii duque de Medina Sidonia (1691-1739) \| Domingo José Claros Alonso Pérez de Guzmán el Bueno, xiii duque de Medina Sidonia (1691-1739) \| Domingo José Claros Alonso Pérez de Guzmán el Bueno, xiii duque de Medina Sidonia (1691-1739) \| \| \| Juana Pérez de Guzmán el Bueno, marquesa de Villafranca († 1736) \| Juana Pérez de Guzmán el Bueno, marquesa de Villafranca († 1736) \| Juana Pérez de Guzmán el Bueno, marquesa de Villafranca († 1736) \| Juana Pérez de Guzmán el Bueno, marquesa de Villafranca († 1736) \| Juana Pérez de Guzmán el Bueno, marquesa de Villafranca († 1736) \| Juana Pérez de Guzmán el Bueno, marquesa de Villafranca († 1736) \| \| \| \| \| \| \| \| \| \| \| \| \| \| \| \| \| \| \| \| \| \| \| \| \| \| \| \| \| \| \| \| \| \| \| \| \| \| \| \| \| \| \| \| Pedro de Alcántara Alonso de Guzmán el Bueno, xiv duque de Medina Sidonia (1724-1777) \| Pedro de Alcántara Alonso de Guzmán el Bueno, xiv duque de Medina Sidonia (1724-1777) \| Pedro de Alcántara Alonso de Guzmán el Bueno, xiv duque de Medina Sidonia (1724-1777) \| Pedro de Alcántara Alonso de Guzmán el Bueno, xiv duque de Medina Sidonia (1724-1777) \| Pedro de Alcántara Alonso de Guzmán el Bueno, xiv duque de Medina Sidonia (1724-1777) \| Pedro de Alcántara Alonso de Guzmán el Bueno, xiv duque de Medina Sidonia (1724-1777) \| \| \| Antonio Álvarez de Toledo, x marqués de Villafranca (1716-1773) \| Antonio Álvarez de Toledo, x marqués de Villafranca (1716-1773) \| Antonio Álvarez de Toledo, x marqués de Villafranca (1716-1773) \| Antonio Álvarez de Toledo, x marqués de Villafranca (1716-1773) \| Antonio Álvarez de Toledo, x marqués de Villafranca (1716-1773) \| Antonio Álvarez de Toledo, x marqués de Villafranca (1716-1773) \| \| \| \| \| \| \| \| \| \| \| \| \| \| \| \| \| \| \| \| \| \| \| \| \| \| \| \| \| \| \| \| \| \| \| \| \| \| \| \| \| \| \| \| Pedro de Alcántara Alonso de Guzmán el Bueno, xiv duque de Medina Sidonia (1724-1777) \| Pedro de Alcántara Alonso de Guzmán el Bueno, xiv duque de Medina Sidonia (1724-1777) \| Pedro de Alcántara Alonso de Guzmán el Bueno, xiv duque de Medina Sidonia (1724-1777) \| Pedro de Alcántara Alonso de Guzmán el Bueno, xiv duque de Medina Sidonia (1724-1777) \| Pedro de Alcántara Alonso de Guzmán el Bueno, xiv duque de Medina Sidonia (1724-1777) \| Pedro de Alcántara Alonso de Guzmán el Bueno, xiv duque de Medina Sidonia (1724-1777) \| \| \| Antonio Álvarez de Toledo, x marqués de Villafranca (1716-1773) \| Antonio Álvarez de Toledo, x marqués de Villafranca (1716-1773) \| Antonio Álvarez de Toledo, x marqués de Villafranca (1716-1773) \| Antonio Álvarez de Toledo, x marqués de Villafranca (1716-1773) \| Antonio Álvarez de Toledo, x marqués de Villafranca (1716-1773) \| Antonio Álvarez de Toledo, x marqués de Villafranca (1716-1773) \| \| \| \| \| \| \| \| \| \| \| \| \| \| \| \| \| \| \| \| \| \| \| \| \| \| \| \| \| \| \| \| \| \| \| \| \| \| \| \| \| \| \| \| \| \| \| \| \| \| \| \| \| \| \| \| \| \| \| \| \| \| \| \| \| \| \| \| \| \| \| \| \| \| \| \| \| \| \| \| \| \| \| \| \| \| \| \| \| \| \| \| \| \| \| \| \| \| \| \| \| \| \| \| \| \| \| \| \| José Álvarez de Toledo, duque de Alba, xi marqués de Villafranca xv duque de Medina Sidonia (1756-1796) \| José Álvarez de Toledo, duque de Alba, xi marqués de Villafranca xv duque de Medina Sidonia (1756-1796) \| José Álvarez de Toledo, duque de Alba, xi marqués de Villafranca xv duque de Medina Sidonia (1756-1796) \| José Álvarez de Toledo, duque de Alba, xi marqués de Villafranca xv duque de Medina Sidonia (1756-1796) \| José Álvarez de Toledo, duque de Alba, xi marqués de Villafranca xv duque de Medina Sidonia (1756-1796) \| José Álvarez de Toledo, duque de Alba, xi marqués de Villafranca xv duque de Medina Sidonia (1756-1796) \| \| \| Francisco de Borja Álvarez de Toledo, xii marqués de Villafranca, xvi duque de Medina Sidonia (1763-1821) \| Francisco de Borja Álvarez de Toledo, xii marqués de Villafranca, xvi duque de Medina Sidonia (1763-1821) \| Francisco de Borja Álvarez de Toledo, xii marqués de Villafranca, xvi duque de Medina Sidonia (1763-1821) \| Francisco de Borja Álvarez de Toledo, xii marqués de Villafranca, xvi duque de Medina Sidonia (1763-1821) \| Francisco de Borja Álvarez de Toledo, xii marqués de Villafranca, xvi duque de Medina Sidonia (1763-1821) \| Francisco de Borja Álvarez de Toledo, xii marqués de Villafranca, xvi duque de Medina Sidonia (1763-1821) \| \| \| \| \| \| \| \| \| \| \| \| \| \| \| \| \| \| \| \| \| \| \| \| \| \| \| \| \| \| \| \| \| \| \| \| \| \| \| \| \| \| \| \| José Álvarez de Toledo, duque de Alba, xi marqués de Villafranca xv duque de Medina Sidonia (1756-1796) \| José Álvarez de Toledo, duque de Alba, xi marqués de Villafranca xv duque de Medina Sidonia (1756-1796) \| José Álvarez de Toledo, duque de Alba, xi marqués de Villafranca xv duque de Medina Sidonia (1756-1796) \| José Álvarez de Toledo, duque de Alba, xi marqués de Villafranca xv duque de Medina Sidonia (1756-1796) \| José Álvarez de Toledo, duque de Alba, xi marqués de Villafranca xv duque de Medina Sidonia (1756-1796) \| José Álvarez de Toledo, duque de Alba, xi marqués de Villafranca xv duque de Medina Sidonia (1756-1796) \| \| \| Francisco de Borja Álvarez de Toledo, xii marqués de Villafranca, xvi duque de Medina Sidonia (1763-1821) \| Francisco de Borja Álvarez de Toledo, xii marqués de Villafranca, xvi duque de Medina Sidonia (1763-1821) \| Francisco de Borja Álvarez de Toledo, xii marqués de Villafranca, xvi duque de Medina Sidonia (1763-1821) \| Francisco de Borja Álvarez de Toledo, xii marqués de Villafranca, xvi duque de Medina Sidonia (1763-1821) \| Francisco de Borja Álvarez de Toledo, xii marqués de Villafranca, xvi duque de Medina Sidonia (1763-1821) \| Francisco de Borja Álvarez de Toledo, xii marqués de Villafranca, xvi duque de Medina Sidonia (1763-1821) \| \| \| \| \| \| \| \| \| \| \| \| \| \| \| \| \| \| \| \| \| \| \| \| \| \| \| \| \| \| \| \| \| \| \| \| \| \| \| \| \| \| \| \| \| \| \| \| \| \| \| \| \| \| \| \| \| \| \| \| \| \| \| \| \| \| \| \| \| \| \| \| \| \| \| \| \| \| \| \| \| \| \| \| \| \| \| \| \| \| \| \| \| \| \| \| \| \| \| \| \| \| \| \| \| \| \| \| \| Francisco Álvarez de Toledo, x duque de Fernandina (1799-1816) \| Francisco Álvarez de Toledo, x duque de Fernandina (1799-1816) \| Francisco Álvarez de Toledo, x duque de Fernandina (1799-1816) \| Francisco Álvarez de Toledo, x duque de Fernandina (1799-1816) \| Francisco Álvarez de Toledo, x duque de Fernandina (1799-1816) \| Francisco Álvarez de Toledo, x duque de Fernandina (1799-1816) \| \| \| Pedro de Alcántara Álvarez de Toledo, xiii marqués de Villafranca, xvii duque de Medina Sidonia (1803-1867) \| Pedro de Alcántara Álvarez de Toledo, xiii marqués de Villafranca, xvii duque de Medina Sidonia (1803-1867) \| Pedro de Alcántara Álvarez de Toledo, xiii marqués de Villafranca, xvii duque de Medina Sidonia (1803-1867) \| Pedro de Alcántara Álvarez de Toledo, xiii marqués de Villafranca, xvii duque de Medina Sidonia (1803-1867) \| Pedro de Alcántara Álvarez de Toledo, xiii marqués de Villafranca, xvii duque de Medina Sidonia (1803-1867) \| Pedro de Alcántara Álvarez de Toledo, xiii marqués de Villafranca, xvii duque de Medina Sidonia (1803-1867) \| \| \| \| \| \| \| \| \| \| \| \| \| \| \| \| \| \| \| \| \| \| \| \| \| \| \| \| \| \| \| \| \| \| \| \| \| \| \| \| \| \| \| \| Francisco Álvarez de Toledo, x duque de Fernandina (1799-1816) \| Francisco Álvarez de Toledo, x duque de Fernandina (1799-1816) \| Francisco Álvarez de Toledo, x duque de Fernandina (1799-1816) \| Francisco Álvarez de Toledo, x duque de Fernandina (1799-1816) \| Francisco Álvarez de Toledo, x duque de Fernandina (1799-1816) \| Francisco Álvarez de Toledo, x duque de Fernandina (1799-1816) \| \| \| Pedro de Alcántara Álvarez de Toledo, xiii marqués de Villafranca, xvii duque de Medina Sidonia (1803-1867) \| Pedro de Alcántara Álvarez de Toledo, xiii marqués de Villafranca, xvii duque de Medina Sidonia (1803-1867) \| Pedro de Alcántara Álvarez de Toledo, xiii marqués de Villafranca, xvii duque de Medina Sidonia (1803-1867) \| Pedro de Alcántara Álvarez de Toledo, xiii marqués de Villafranca, xvii duque de Medina Sidonia (1803-1867) \| Pedro de Alcántara Álvarez de Toledo, xiii marqués de Villafranca, xvii duque de Medina Sidonia (1803-1867) \| Pedro de Alcántara Álvarez de Toledo, xiii marqués de Villafranca, xvii duque de Medina Sidonia (1803-1867) \| \| \| \| \| \| \| \| \| \| \| \| \| \| \| \| \| \| \| \| \| \| \| \| \| \| \| \| \| \| \| \| \| \| \| \| \| \| \| \| \| \| \| \| \| \| \| \| \| \| \| \| José Álvarez de Toledo, xviii duque de Medina Sidonia (1826-1900) \| \| \| \| \| \| \| \| \| \| \| \| \| \| \| \| \| \| \| \| \| \| \| \| \| \| \| \| \| \| \| \| \| \| \| \| \| \| \| \| \| \| \| \| \| \| \| \| \| \| \| \| \| \| \| \| \| \| \| \| \| \| \| \| \| \| \| \| \| \| \| \| \| \| \| \| \| \| \| \| \| \| \| \| \| \| \| \| \| \| \| \| \| \| \| \| \| \| \| \| \| \| \| \| \| \| \| \| \| \| \| \| \| \| \| \| \| \| \| \| \| \| \| \| \| \| \| \| \| \| \| \| \| \| \| \| \| \| \| \| \| \| \| \| \| \| \| \| \| \| \| \| \| \| \| \| \| \| \| \| \| \| \| \| \| \| \| \| \| \| \| Alonso Álvarez de Toledo, xv conde de Niebla (1850-1897) \| Alonso Álvarez de Toledo, xv conde de Niebla (1850-1897) \| Alonso Álvarez de Toledo, xv conde de Niebla (1850-1897) \| Alonso Álvarez de Toledo, xv conde de Niebla (1850-1897) \| Alonso Álvarez de Toledo, xv conde de Niebla (1850-1897) \| Alonso Álvarez de Toledo, xv conde de Niebla (1850-1897) \| \| \| Joaquín Álvarez de Toledo, xix duque de Medina Sidonia (1865-1915) \| Joaquín Álvarez de Toledo, xix duque de Medina Sidonia (1865-1915) \| Joaquín Álvarez de Toledo, xix duque de Medina Sidonia (1865-1915) \| Joaquín Álvarez de Toledo, xix duque de Medina Sidonia (1865-1915) \| Joaquín Álvarez de Toledo, xix duque de Medina Sidonia (1865-1915) \| Joaquín Álvarez de Toledo, xix duque de Medina Sidonia (1865-1915) \| \| \| \| \| \| \| \| \| \| \| \| \| \| \| \| \| \| \| \| \| \| \| \| \| \| \| \| \| \| \| \| \| \| \| \| \| \| \| \| \| \| \| \| Alonso Álvarez de Toledo, xv conde de Niebla (1850-1897) \| Alonso Álvarez de Toledo, xv conde de Niebla (1850-1897) \| Alonso Álvarez de Toledo, xv conde de Niebla (1850-1897) \| Alonso Álvarez de Toledo, xv conde de Niebla (1850-1897) \| Alonso Álvarez de Toledo, xv conde de Niebla (1850-1897) \| Alonso Álvarez de Toledo, xv conde de Niebla (1850-1897) \| \| \| Joaquín Álvarez de Toledo, xix duque de Medina Sidonia (1865-1915) \| Joaquín Álvarez de Toledo, xix duque de Medina Sidonia (1865-1915) \| Joaquín Álvarez de Toledo, xix duque de Medina Sidonia (1865-1915) \| Joaquín Álvarez de Toledo, xix duque de Medina Sidonia (1865-1915) \| Joaquín Álvarez de Toledo, xix duque de Medina Sidonia (1865-1915) \| Joaquín Álvarez de Toledo, xix duque de Medina Sidonia (1865-1915) \| \| \| \| \| \| \| \| \| \| \| \| \| \| \| \| \| \| \| \| \| \| \| \| \| \| \| \| \| \| \| \| \| \| \| \| \| \| \| \| \| \| \| \| \| \| \| \| \| \| \| \| Joaquín Álvarez de Toledo, xx duque de Medina Sidonia (1894-1955) \| \| \| \| \| \| \| \| \| \| \| \| \| \| \| \| \| \| \| \| \| \| \| \| \| \| \| \| \| \| \| \| \| \| \| \| \| \| \| \| \| \| \| \| \| \| \| \| \| \| \| \| \| \| \| \| \| \| \| \| \| \| \| \| \| \| \| \| \| \| \| \| \| \| \| \| \| \| \| \| \| \| \| \| \| \| \| \| \| \| \| \| \| \| \| \| \| \| \| \| \| \| \| \| \| \| \| \| \| \| \| \| \| \| Luisa Isabel Álvarez de Toledo, xxi duquesa de Medina Sidonia (1936-2008) \| \| \| \| \| \| \| \| \| \| \| \| \| \| \| \| \| \| \| \| \| \| \| \| \| \| \| \| \| \| \| \| \| \| \| \| \| \| \| \| \| \| \| \| \| \| \| \| \| \| \| \| \| \| \| \| \| \| \| \| \| \| \| \| \| \| \| \| \| \| \| \| \| \| \| \| \| \| \| \| \| \| \| \| \| \| \| \| \| \| \| \| \| \| \| \| \| \| \| \| \| \| \| \| \| \| \| \| \| \| \| \| \| \| Leoncio Alonso González de Gregorio, xxii duque de Medina Sidonia (n. 1956) \| \| \| \| \| \| \| \| \| \| \| \| \| \| \| \| \| \| \| \| \| \| \| \| \| \| \| \| \| \| \| \| \| \| \| \| \| \| \| \| \| \| \| \| \| \| \| \| \| \| \| \| \| \| \| \| \| \| \| \| \| \| \| \| \| \| \| \| \| \| \| \| \| \| \| \| \| \| \| \| \| \| \| \| \| \| \| \| \| \| \| \| \| \| \| \| \| \| \| \| \| \| \| \| \| \| \| \| \| \| \| \| \| \| Alonso González de Gregorio, xvi duque de Fernandina (n. 1983) \| \| \| \| \| \| \| \| \| \| \| \| \| \| \| \| |                                                           |                                                           |                                                           |                                                           |                                                           |                                                        |                                                        |                                                                                               |                                                                                               |                                                                                               |                                                                                               |                                                                                               |                                                                                               |                                                               |                                                               | | | | | | |                                                |                                                | | | | | | |                                           |  | | | | | | |  |  |                                                                             |                                                                    |                                                                    |                                                                    |                                                                    |                                                                    |  |  |  |  |  |  |  |  |  |  |
| |                                                           |                                                           |                                                           |                                                           |                                                           |                                                        |                                                        |                                                                                               |                                                                                               |                                                                                               |                                                                                               | Guzmán el Bueno, i señor de Sanlúcar (1256-1309)                                              |                                                                                               |                                                               |                                                               | | | | | | |                                                |                                                | | | | | | |                                           |  | | | | | | |  |  |                                                                             |                                                                    |                                                                    |                                                                    |                                                                    |                                                                    |  |  |  |  |  |  |  |  |  |  |
| |                                                           |                                                           |                                                           |                                                           |                                                           |                                                        |                                                        |                                                                                               |                                                                                               |                                                                                               |                                                                                               |                                                                                               |                                                                                               |                                                               |                                                               | | | | | | |                                                |                                                | | | | | | |                                           |  | | | | | | |  |  |                                                                             |                                                                    |                                                                    |                                                                    |                                                                    |                                                                    |  |  |  |  |  |  |  |  |  |  |
| |                                                           |                                                           |                                                           |                                                           |                                                           |                                                        |                                                        |                                                                                               |                                                                                               |                                                                                               |                                                                                               | Juan Alonso Pérez de Guzmán, ii señor de Sanlúcar (1285-1351)                                 | Juan Alonso Pérez de Guzmán, ii señor de Sanlúcar (1285-1351)                                 | Juan Alonso Pérez de Guzmán, ii señor de Sanlúcar (1285-1351) | Juan Alonso Pérez de Guzmán, ii señor de Sanlúcar (1285-1351) | Juan Alonso Pérez de Guzmán, ii señor de Sanlúcar (1285-1351)                                           | Juan Alonso Pérez de Guzmán, ii señor de Sanlúcar (1285-1351)                                           | | | Enrique II de Castilla (1334-1379)                                                                      | Enrique II de Castilla (1334-1379)                                                                      | Enrique II de Castilla (1334-1379)             | Enrique II de Castilla (1334-1379)             | Enrique II de Castilla (1334-1379)                                                                        | Enrique II de Castilla (1334-1379)                                                                        | | | | |                                           |  | | | | | | |  |  |                                                                             |                                                                    |                                                                    |                                                                    |                                                                    |                                                                    |  |  |  |  |  |  |  |  |  |  |
| |                                                           |                                                           |                                                           |                                                           |                                                           |                                                        |                                                        |                                                                                               |                                                                                               |                                                                                               |                                                                                               | Juan Alonso Pérez de Guzmán, ii señor de Sanlúcar (1285-1351)                                 | Juan Alonso Pérez de Guzmán, ii señor de Sanlúcar (1285-1351)                                 | Juan Alonso Pérez de Guzmán, ii señor de Sanlúcar (1285-1351) | Juan Alonso Pérez de Guzmán, ii señor de Sanlúcar (1285-1351) | Juan Alonso Pérez de Guzmán, ii señor de Sanlúcar (1285-1351)                                           | Juan Alonso Pérez de Guzmán, ii señor de Sanlúcar (1285-1351)                                           | | | Enrique II de Castilla (1334-1379)                                                                      | Enrique II de Castilla (1334-1379)                                                                      | Enrique II de Castilla (1334-1379)             | Enrique II de Castilla (1334-1379)             | Enrique II de Castilla (1334-1379)                                                                        | Enrique II de Castilla (1334-1379)                                                                        | | | | |                                           |  | | | | | | |  |  |                                                                             |                                                                    |                                                                    |                                                                    |                                                                    |                                                                    |  |  |  |  |  |  |  |  |  |  |
| |                                                           |                                                           |                                                           |                                                           |                                                           |                                                        |                                                        |                                                                                               |                                                                                               |                                                                                               |                                                                                               |                                                                                               |                                                                                               |                                                               |                                                               | | | | | | |                                                |                                                | | | | | | |                                           |  | | | | | | |  |  |                                                                             |                                                                    |                                                                    |                                                                    |                                                                    |                                                                    |  |  |  |  |  |  |  |  |  |  |
| |                                                           |                                                           |                                                           | Alonso Pérez de Guzmán, iii señor de Sanlúcar († 1365)    | Alonso Pérez de Guzmán, iii señor de Sanlúcar († 1365)    | Alonso Pérez de Guzmán, iii señor de Sanlúcar († 1365) | Alonso Pérez de Guzmán, iii señor de Sanlúcar († 1365) | Alonso Pérez de Guzmán, iii señor de Sanlúcar († 1365)                                        | Alonso Pérez de Guzmán, iii señor de Sanlúcar († 1365)                                        |                                                                                               |                                                                                               | Juan Alonso Pérez de Guzmán, i conde de Niebla (1377-1461)                                    | Juan Alonso Pérez de Guzmán, i conde de Niebla (1377-1461)                                    | Juan Alonso Pérez de Guzmán, i conde de Niebla (1377-1461)    | Juan Alonso Pérez de Guzmán, i conde de Niebla (1377-1461)    | Juan Alonso Pérez de Guzmán, i conde de Niebla (1377-1461)                                              | Juan Alonso Pérez de Guzmán, i conde de Niebla (1377-1461)                                              | | | Beatriz de Castilla, señora de Niebla († 1409)                                                          | Beatriz de Castilla, señora de Niebla († 1409)                                                          | Beatriz de Castilla, señora de Niebla († 1409) | Beatriz de Castilla, señora de Niebla († 1409) | Beatriz de Castilla, señora de Niebla († 1409)                                                            | Beatriz de Castilla, señora de Niebla († 1409)                                                            | | | | |                                           |  | | | | | | |  |  |                                                                             |                                                                    |                                                                    |                                                                    |                                                                    |                                                                    |  |  |  |  |  |  |  |  |  |  |
| |                                                           |                                                           |                                                           | Alonso Pérez de Guzmán, iii señor de Sanlúcar († 1365)    | Alonso Pérez de Guzmán, iii señor de Sanlúcar († 1365)    | Alonso Pérez de Guzmán, iii señor de Sanlúcar († 1365) | Alonso Pérez de Guzmán, iii señor de Sanlúcar († 1365) | Alonso Pérez de Guzmán, iii señor de Sanlúcar († 1365)                                        | Alonso Pérez de Guzmán, iii señor de Sanlúcar († 1365)                                        |                                                                                               |                                                                                               | Juan Alonso Pérez de Guzmán, i conde de Niebla (1377-1461)                                    | Juan Alonso Pérez de Guzmán, i conde de Niebla (1377-1461)                                    | Juan Alonso Pérez de Guzmán, i conde de Niebla (1377-1461)    | Juan Alonso Pérez de Guzmán, i conde de Niebla (1377-1461)    | Juan Alonso Pérez de Guzmán, i conde de Niebla (1377-1461)                                              | Juan Alonso Pérez de Guzmán, i conde de Niebla (1377-1461)                                              | | | Beatriz de Castilla, señora de Niebla († 1409)                                                          | Beatriz de Castilla, señora de Niebla († 1409)                                                          | Beatriz de Castilla, señora de Niebla († 1409) | Beatriz de Castilla, señora de Niebla († 1409) | Beatriz de Castilla, señora de Niebla († 1409)                                                            | Beatriz de Castilla, señora de Niebla († 1409)                                                            | | | | |                                           |  | | | | | | |  |  |                                                                             |                                                                    |                                                                    |                                                                    |                                                                    |                                                                    |  |  |  |  |  |  |  |  |  |  |
| |                                                           |                                                           |                                                           |                                                           |                                                           |                                                        |                                                        |                                                                                               |                                                                                               |                                                                                               |                                                                                               |                                                                                               |                                                                                               |                                                               |                                                               | | | | | | |                                                |                                                | | | | | | |                                           |  | | | | | | |  |  |                                                                             |                                                                    |                                                                    |                                                                    |                                                                    |                                                                    |  |  |  |  |  |  |  |  |  |  |
| |                                                           |                                                           |                                                           |                                                           |                                                           |                                                        |                                                        |                                                                                               |                                                                                               |                                                                                               |                                                                                               |                                                                                               |                                                                                               |                                                               |                                                               | Enrique de Guzmán, ii conde de Niebla (1391-1436)                                                       | | | | | |                                                |                                                | | | | | | |                                           |  | | | | | | |  |  |                                                                             |                                                                    |                                                                    |                                                                    |                                                                    |                                                                    |  |  |  |  |  |  |  |  |  |  |
| |                                                           |                                                           |                                                           |                                                           |                                                           |                                                        |                                                        |                                                                                               |                                                                                               |                                                                                               |                                                                                               |                                                                                               |                                                                                               |                                                               |                                                               | | | | | | |                                                |                                                | | | | | | |                                           |  | | | | | | |  |  |                                                                             |                                                                    |                                                                    |                                                                    |                                                                    |                                                                    |  |  |  |  |  |  |  |  |  |  |
| |                                                           |                                                           |                                                           |                                                           |                                                           |                                                        |                                                        |                                                                                               |                                                                                               |                                                                                               |                                                                                               |                                                                                               |                                                                                               |                                                               |                                                               | Juan Alonso Pérez de Guzmán, i duque de Medina Sidonia (1410-1468)                                      | | | | | |                                                |                                                | | | | | | |                                           |  | | | | | | |  |  |                                                                             |                                                                    |                                                                    |                                                                    |                                                                    |                                                                    |  |  |  |  |  |  |  |  |  |  |
| |                                                           |                                                           |                                                           |                                                           |                                                           |                                                        |                                                        |                                                                                               |                                                                                               |                                                                                               |                                                                                               |                                                                                               |                                                                                               |                                                               |                                                               | | | | | | |                                                |                                                | | | | | | |                                           |  | | | | | | |  |  |                                                                             |                                                                    |                                                                    |                                                                    |                                                                    |                                                                    |  |  |  |  |  |  |  |  |  |  |
| |                                                           |                                                           |                                                           |                                                           |                                                           |                                                        |                                                        |                                                                                               |                                                                                               |                                                                                               |                                                                                               |                                                                                               |                                                                                               |                                                               |                                                               | Enrique de Guzmán, ii duque de Medina Sidonia († 1492)                                                  | | | | | |                                                |                                                | | | | | | |                                           |  | | | | | | |  |  |                                                                             |                                                                    |                                                                    |                                                                    |                                                                    |                                                                    |  |  |  |  |  |  |  |  |  |  |
| |                                                           |                                                           |                                                           |                                                           |                                                           |                                                        |                                                        |                                                                                               |                                                                                               |                                                                                               |                                                                                               |                                                                                               |                                                                                               |                                                               |                                                               | | | | | | |                                                |                                                | | | | | | |                                           |  | | | | | | |  |  |                                                                             |                                                                    |                                                                    |                                                                    |                                                                    |                                                                    |  |  |  |  |  |  |  |  |  |  |
| |                                                           |                                                           |                                                           |                                                           |                                                           |                                                        |                                                        |                                                                                               |                                                                                               |                                                                                               |                                                                                               |                                                                                               |                                                                                               |                                                               |                                                               | Juan Alonso Pérez de Guzmán, iii duque de Medina Sidonia (1464-1507)                                    | | | | | |                                                |                                                | | | | | | |                                           |  | | | | | | |  |  |                                                                             |                                                                    |                                                                    |                                                                    |                                                                    |                                                                    |  |  |  |  |  |  |  |  |  |  |
| |                                                           |                                                           |                                                           |                                                           |                                                           |                                                        |                                                        |                                                                                               |                                                                                               |                                                                                               |                                                                                               |                                                                                               |                                                                                               |                                                               |                                                               | | | | | | |                                                |                                                | | | | | | |                                           |  | | | | | | |  |  |                                                                             |                                                                    |                                                                    |                                                                    |                                                                    |                                                                    |  |  |  |  |  |  |  |  |  |  |
| |                                                           |                                                           |                                                           |                                                           |                                                           |                                                        |                                                        |                                                                                               |                                                                                               |                                                                                               |                                                                                               |                                                                                               |                                                                                               |                                                               |                                                               | | | | | | |                                                |                                                | | | | | | |                                           |  | | | | | | |  |  |                                                                             |                                                                    |                                                                    |                                                                    |                                                                    |                                                                    |  |  |  |  |  |  |  |  |  |  |
| Enrique de Guzmán, iv duque de Medina Sidonia (1494-1513) | Enrique de Guzmán, iv duque de Medina Sidonia (1494-1513) | Enrique de Guzmán, iv duque de Medina Sidonia (1494-1513) | Enrique de Guzmán, iv duque de Medina Sidonia (1494-1513) | Enrique de Guzmán, iv duque de Medina Sidonia (1494-1513) | Enrique de Guzmán, iv duque de Medina Sidonia (1494-1513) |                                                        |                                                        | Alonso Pérez de Guzmán, v duque de Medina Sidonia († 1549)                                    | Alonso Pérez de Guzmán, v duque de Medina Sidonia († 1549)                                    | Alonso Pérez de Guzmán, v duque de Medina Sidonia († 1549)                                    | Alonso Pérez de Guzmán, v duque de Medina Sidonia († 1549)                                    | Alonso Pérez de Guzmán, v duque de Medina Sidonia († 1549)                                    | Alonso Pérez de Guzmán, v duque de Medina Sidonia († 1549)                                    |                                                               |                                                               | Juan Alonso Pérez de Guzmán, vi duque de Medina Sidonia (1502-1558)                                     | Juan Alonso Pérez de Guzmán, vi duque de Medina Sidonia (1502-1558)                                     | Juan Alonso Pérez de Guzmán, vi duque de Medina Sidonia (1502-1558)                                     | Juan Alonso Pérez de Guzmán, vi duque de Medina Sidonia (1502-1558)                                     | Juan Alonso Pérez de Guzmán, vi duque de Medina Sidonia (1502-1558)                                     | Juan Alonso Pérez de Guzmán, vi duque de Medina Sidonia (1502-1558)                                     |                                                |                                                | Pedro de Guzmán, i conde de Olivares (1503-1569)                                                          | Pedro de Guzmán, i conde de Olivares (1503-1569)                                                          | Pedro de Guzmán, i conde de Olivares (1503-1569)                                                          | Pedro de Guzmán, i conde de Olivares (1503-1569)                                                          | Pedro de Guzmán, i conde de Olivares (1503-1569)                                                          | Pedro de Guzmán, i conde de Olivares (1503-1569)                                                          |                                           |  | | | | | | |  |  |                                                                             |                                                                    |                                                                    |                                                                    |                                                                    |                                                                    |  |  |  |  |  |  |  |  |  |  |
| Enrique de Guzmán, iv duque de Medina Sidonia (1494-1513) | Enrique de Guzmán, iv duque de Medina Sidonia (1494-1513) | Enrique de Guzmán, iv duque de Medina Sidonia (1494-1513) | Enrique de Guzmán, iv duque de Medina Sidonia (1494-1513) | Enrique de Guzmán, iv duque de Medina Sidonia (1494-1513) | Enrique de Guzmán, iv duque de Medina Sidonia (1494-1513) |                                                        |                                                        | Alonso Pérez de Guzmán, v duque de Medina Sidonia († 1549)                                    | Alonso Pérez de Guzmán, v duque de Medina Sidonia († 1549)                                    | Alonso Pérez de Guzmán, v duque de Medina Sidonia († 1549)                                    | Alonso Pérez de Guzmán, v duque de Medina Sidonia († 1549)                                    | Alonso Pérez de Guzmán, v duque de Medina Sidonia († 1549)                                    | Alonso Pérez de Guzmán, v duque de Medina Sidonia († 1549)                                    |                                                               |                                                               | Juan Alonso Pérez de Guzmán, vi duque de Medina Sidonia (1502-1558)                                     | Juan Alonso Pérez de Guzmán, vi duque de Medina Sidonia (1502-1558)                                     | Juan Alonso Pérez de Guzmán, vi duque de Medina Sidonia (1502-1558)                                     | Juan Alonso Pérez de Guzmán, vi duque de Medina Sidonia (1502-1558)                                     | Juan Alonso Pérez de Guzmán, vi duque de Medina Sidonia (1502-1558)                                     | Juan Alonso Pérez de Guzmán, vi duque de Medina Sidonia (1502-1558)                                     |                                                |                                                | Pedro de Guzmán, i conde de Olivares (1503-1569)                                                          | Pedro de Guzmán, i conde de Olivares (1503-1569)                                                          | Pedro de Guzmán, i conde de Olivares (1503-1569)                                                          | Pedro de Guzmán, i conde de Olivares (1503-1569)                                                          | Pedro de Guzmán, i conde de Olivares (1503-1569)                                                          | Pedro de Guzmán, i conde de Olivares (1503-1569)                                                          | Con sucesión en la casa de Olivares.      |  | | | | | | |  |  |                                                                             |                                                                    |                                                                    |                                                                    |                                                                    |                                                                    |  |  |  |  |  |  |  |  |  |  |
| |                                                           |                                                           |                                                           |                                                           |                                                           |                                                        |                                                        |                                                                                               |                                                                                               |                                                                                               |                                                                                               |                                                                                               |                                                                                               |                                                               |                                                               | Juan Claros de Guzmán, ix conde de Niebla (1519-1556)                                                   | | | | | |                                                |                                                | | | | | | |                                           |  | | | | | | |  |  |                                                                             |                                                                    |                                                                    |                                                                    |                                                                    |                                                                    |  |  |  |  |  |  |  |  |  |  |
| |                                                           |                                                           |                                                           |                                                           |                                                           |                                                        |                                                        |                                                                                               |                                                                                               |                                                                                               |                                                                                               |                                                                                               |                                                                                               |                                                               |                                                               | | | | | | |                                                |                                                | | | | | | |                                           |  | | | | | | |  |  |                                                                             |                                                                    |                                                                    |                                                                    |                                                                    |                                                                    |  |  |  |  |  |  |  |  |  |  |
| |                                                           |                                                           |                                                           |                                                           |                                                           |                                                        |                                                        |                                                                                               |                                                                                               |                                                                                               |                                                                                               |                                                                                               |                                                                                               |                                                               |                                                               | Alonso Pérez de Guzmán el Bueno, vii duque de Medina Sidonia (1550-1619)                                | | | | | |                                                |                                                | | | | | | |                                           |  | | | | | | |  |  |                                                                             |                                                                    |                                                                    |                                                                    |                                                                    |                                                                    |  |  |  |  |  |  |  |  |  |  |
| |                                                           |                                                           |                                                           |                                                           |                                                           |                                                        |                                                        |                                                                                               |                                                                                               |                                                                                               |                                                                                               |                                                                                               |                                                                                               |                                                               |                                                               | | | | | | |                                                |                                                | | | | | | |                                           |  | | | | | | |  |  |                                                                             |                                                                    |                                                                    |                                                                    |                                                                    |                                                                    |  |  |  |  |  |  |  |  |  |  |
| |                                                           |                                                           |                                                           |                                                           |                                                           |                                                        |                                                        |                                                                                               |                                                                                               |                                                                                               |                                                                                               |                                                                                               |                                                                                               |                                                               |                                                               | Manuel Alonso Pérez de Guzmán el Bueno, viii duque de Medina Sidonia (1579-1636)                        | | | | | |                                                |                                                | | | | | | |                                           |  | | | | | | |  |  |                                                                             |                                                                    |                                                                    |                                                                    |                                                                    |                                                                    |  |  |  |  |  |  |  |  |  |  |
| |                                                           |                                                           |                                                           |                                                           |                                                           |                                                        |                                                        |                                                                                               |                                                                                               |                                                                                               |                                                                                               |                                                                                               |                                                                                               |                                                               |                                                               | | | | | | |                                                |                                                | | | | | | |                                           |  | | | | | | |  |  |                                                                             |                                                                    |                                                                    |                                                                    |                                                                    |                                                                    |  |  |  |  |  |  |  |  |  |  |
| |                                                           |                                                           |                                                           |                                                           |                                                           |                                                        |                                                        |                                                                                               |                                                                                               |                                                                                               |                                                                                               |                                                                                               |                                                                                               |                                                               |                                                               | | | | | | |                                                |                                                | | | | | | |                                           |  | | | | | | |  |  |                                                                             |                                                                    |                                                                    |                                                                    |                                                                    |                                                                    |  |  |  |  |  |  |  |  |  |  |
| |                                                           |                                                           |                                                           |                                                           |                                                           |                                                        |                                                        |                                                                                               |                                                                                               |                                                                                               |                                                                                               |                                                                                               |                                                                                               |                                                               |                                                               | Gaspar Alonso Pérez de Guzmán el Bueno, ix duque de Medina Sidonia (1602-1664)                          | Gaspar Alonso Pérez de Guzmán el Bueno, ix duque de Medina Sidonia (1602-1664)                          | Gaspar Alonso Pérez de Guzmán el Bueno, ix duque de Medina Sidonia (1602-1664)                          | Gaspar Alonso Pérez de Guzmán el Bueno, ix duque de Medina Sidonia (1602-1664)                          | Gaspar Alonso Pérez de Guzmán el Bueno, ix duque de Medina Sidonia (1602-1664)                          | Gaspar Alonso Pérez de Guzmán el Bueno, ix duque de Medina Sidonia (1602-1664)                          |                                                |                                                | Luisa de Guzmán, reina de Portugal (1613-1666)                                                            | Luisa de Guzmán, reina de Portugal (1613-1666)                                                            | Luisa de Guzmán, reina de Portugal (1613-1666)                                                            | Luisa de Guzmán, reina de Portugal (1613-1666)                                                            | Luisa de Guzmán, reina de Portugal (1613-1666)                                                            | Luisa de Guzmán, reina de Portugal (1613-1666)                                                            |                                           |  | | | | | | |  |  |                                                                             |                                                                    |                                                                    |                                                                    |                                                                    |                                                                    |  |  |  |  |  |  |  |  |  |  |
| |                                                           |                                                           |                                                           |                                                           |                                                           |                                                        |                                                        |                                                                                               |                                                                                               |                                                                                               |                                                                                               |                                                                                               |                                                                                               |                                                               |                                                               | Gaspar Alonso Pérez de Guzmán el Bueno, ix duque de Medina Sidonia (1602-1664)                          | Gaspar Alonso Pérez de Guzmán el Bueno, ix duque de Medina Sidonia (1602-1664)                          | Gaspar Alonso Pérez de Guzmán el Bueno, ix duque de Medina Sidonia (1602-1664)                          | Gaspar Alonso Pérez de Guzmán el Bueno, ix duque de Medina Sidonia (1602-1664)                          | Gaspar Alonso Pérez de Guzmán el Bueno, ix duque de Medina Sidonia (1602-1664)                          | Gaspar Alonso Pérez de Guzmán el Bueno, ix duque de Medina Sidonia (1602-1664)                          |                                                |                                                | Luisa de Guzmán, reina de Portugal (1613-1666)                                                            | Luisa de Guzmán, reina de Portugal (1613-1666)                                                            | Luisa de Guzmán, reina de Portugal (1613-1666)                                                            | Luisa de Guzmán, reina de Portugal (1613-1666)                                                            | Luisa de Guzmán, reina de Portugal (1613-1666)                                                            | Luisa de Guzmán, reina de Portugal (1613-1666)                                                            | Con sucesión en la casa real de Portugal. |  | | | | | | |  |  |                                                                             |                                                                    |                                                                    |                                                                    |                                                                    |                                                                    |  |  |  |  |  |  |  |  |  |  |
| |                                                           |                                                           |                                                           |                                                           |                                                           |                                                        |                                                        |                                                                                               |                                                                                               |                                                                                               |                                                                                               |                                                                                               |                                                                                               |                                                               |                                                               | | | | | | |                                                |                                                | | | | | | |                                           |  | | | | | | |  |  |                                                                             |                                                                    |                                                                    |                                                                    |                                                                    |                                                                    |  |  |  |  |  |  |  |  |  |  |
| |                                                           |                                                           |                                                           |                                                           |                                                           |                                                        |                                                        | Gaspar Juan Alonso Pérez de Guzmán el Bueno, x duque de Medina Sidonia († 1667)               | Gaspar Juan Alonso Pérez de Guzmán el Bueno, x duque de Medina Sidonia († 1667)               | Gaspar Juan Alonso Pérez de Guzmán el Bueno, x duque de Medina Sidonia († 1667)               | Gaspar Juan Alonso Pérez de Guzmán el Bueno, x duque de Medina Sidonia († 1667)               | Gaspar Juan Alonso Pérez de Guzmán el Bueno, x duque de Medina Sidonia († 1667)               | Gaspar Juan Alonso Pérez de Guzmán el Bueno, x duque de Medina Sidonia († 1667)               |                                                               |                                                               | Juan Claros Alonso Pérez de Guzmán el Bueno, xi duque de Medina Sidonia (1642-1713)                     | Juan Claros Alonso Pérez de Guzmán el Bueno, xi duque de Medina Sidonia (1642-1713)                     | Juan Claros Alonso Pérez de Guzmán el Bueno, xi duque de Medina Sidonia (1642-1713)                     | Juan Claros Alonso Pérez de Guzmán el Bueno, xi duque de Medina Sidonia (1642-1713)                     | Juan Claros Alonso Pérez de Guzmán el Bueno, xi duque de Medina Sidonia (1642-1713)                     | Juan Claros Alonso Pérez de Guzmán el Bueno, xi duque de Medina Sidonia (1642-1713)                     |                                                |                                                | | | | | | |                                           |  | | | | | | |  |  |                                                                             |                                                                    |                                                                    |                                                                    |                                                                    |                                                                    |  |  |  |  |  |  |  |  |  |  |
| |                                                           |                                                           |                                                           |                                                           |                                                           |                                                        |                                                        | Gaspar Juan Alonso Pérez de Guzmán el Bueno, x duque de Medina Sidonia († 1667)               | Gaspar Juan Alonso Pérez de Guzmán el Bueno, x duque de Medina Sidonia († 1667)               | Gaspar Juan Alonso Pérez de Guzmán el Bueno, x duque de Medina Sidonia († 1667)               | Gaspar Juan Alonso Pérez de Guzmán el Bueno, x duque de Medina Sidonia († 1667)               | Gaspar Juan Alonso Pérez de Guzmán el Bueno, x duque de Medina Sidonia († 1667)               | Gaspar Juan Alonso Pérez de Guzmán el Bueno, x duque de Medina Sidonia († 1667)               |                                                               |                                                               | Juan Claros Alonso Pérez de Guzmán el Bueno, xi duque de Medina Sidonia (1642-1713)                     | Juan Claros Alonso Pérez de Guzmán el Bueno, xi duque de Medina Sidonia (1642-1713)                     | Juan Claros Alonso Pérez de Guzmán el Bueno, xi duque de Medina Sidonia (1642-1713)                     | Juan Claros Alonso Pérez de Guzmán el Bueno, xi duque de Medina Sidonia (1642-1713)                     | Juan Claros Alonso Pérez de Guzmán el Bueno, xi duque de Medina Sidonia (1642-1713)                     | Juan Claros Alonso Pérez de Guzmán el Bueno, xi duque de Medina Sidonia (1642-1713)                     |                                                |                                                | | | | | | |                                           |  | | | | | | |  |  |                                                                             |                                                                    |                                                                    |                                                                    |                                                                    |                                                                    |  |  |  |  |  |  |  |  |  |  |
| |                                                           |                                                           |                                                           |                                                           |                                                           |                                                        |                                                        |                                                                                               |                                                                                               |                                                                                               |                                                                                               |                                                                                               |                                                                                               |                                                               |                                                               | Manuel Alonso Pérez de Guzmán el Bueno, xii duque de Medina Sidonia (1671-1721)                         | | | | | |                                                |                                                | | | | | | |                                           |  | | | | | | |  |  |                                                                             |                                                                    |                                                                    |                                                                    |                                                                    |                                                                    |  |  |  |  |  |  |  |  |  |  |
| |                                                           |                                                           |                                                           |                                                           |                                                           |                                                        |                                                        |                                                                                               |                                                                                               |                                                                                               |                                                                                               |                                                                                               |                                                                                               |                                                               |                                                               | | | | | | |                                                |                                                | | | | | | |                                           |  | | | | | | |  |  |                                                                             |                                                                    |                                                                    |                                                                    |                                                                    |                                                                    |  |  |  |  |  |  |  |  |  |  |
| |                                                           |                                                           |                                                           |                                                           |                                                           |                                                        |                                                        |                                                                                               |                                                                                               |                                                                                               |                                                                                               |                                                                                               |                                                                                               |                                                               |                                                               | | | | | | |                                                |                                                | | | | | | |                                           |  | | | | | | |  |  |                                                                             |                                                                    |                                                                    |                                                                    |                                                                    |                                                                    |  |  |  |  |  |  |  |  |  |  |
| |                                                           |                                                           |                                                           |                                                           |                                                           |                                                        |                                                        | Domingo José Claros Alonso Pérez de Guzmán el Bueno, xiii duque de Medina Sidonia (1691-1739) | Domingo José Claros Alonso Pérez de Guzmán el Bueno, xiii duque de Medina Sidonia (1691-1739) | Domingo José Claros Alonso Pérez de Guzmán el Bueno, xiii duque de Medina Sidonia (1691-1739) | Domingo José Claros Alonso Pérez de Guzmán el Bueno, xiii duque de Medina Sidonia (1691-1739) | Domingo José Claros Alonso Pérez de Guzmán el Bueno, xiii duque de Medina Sidonia (1691-1739) | Domingo José Claros Alonso Pérez de Guzmán el Bueno, xiii duque de Medina Sidonia (1691-1739) |                                                               |                                                               | Juana Pérez de Guzmán el Bueno, marquesa de Villafranca († 1736)                                        | Juana Pérez de Guzmán el Bueno, marquesa de Villafranca († 1736)                                        | Juana Pérez de Guzmán el Bueno, marquesa de Villafranca († 1736)                                        | Juana Pérez de Guzmán el Bueno, marquesa de Villafranca († 1736)                                        | Juana Pérez de Guzmán el Bueno, marquesa de Villafranca († 1736)                                        | Juana Pérez de Guzmán el Bueno, marquesa de Villafranca († 1736)                                        |                                                |                                                | | | | | | |                                           |  | | | | | | |  |  |                                                                             |                                                                    |                                                                    |                                                                    |                                                                    |                                                                    |  |  |  |  |  |  |  |  |  |  |
| |                                                           |                                                           |                                                           |                                                           |                                                           |                                                        |                                                        | Domingo José Claros Alonso Pérez de Guzmán el Bueno, xiii duque de Medina Sidonia (1691-1739) | Domingo José Claros Alonso Pérez de Guzmán el Bueno, xiii duque de Medina Sidonia (1691-1739) | Domingo José Claros Alonso Pérez de Guzmán el Bueno, xiii duque de Medina Sidonia (1691-1739) | Domingo José Claros Alonso Pérez de Guzmán el Bueno, xiii duque de Medina Sidonia (1691-1739) | Domingo José Claros Alonso Pérez de Guzmán el Bueno, xiii duque de Medina Sidonia (1691-1739) | Domingo José Claros Alonso Pérez de Guzmán el Bueno, xiii duque de Medina Sidonia (1691-1739) |                                                               |                                                               | Juana Pérez de Guzmán el Bueno, marquesa de Villafranca († 1736)                                        | Juana Pérez de Guzmán el Bueno, marquesa de Villafranca († 1736)                                        | Juana Pérez de Guzmán el Bueno, marquesa de Villafranca († 1736)                                        | Juana Pérez de Guzmán el Bueno, marquesa de Villafranca († 1736)                                        | Juana Pérez de Guzmán el Bueno, marquesa de Villafranca († 1736)                                        | Juana Pérez de Guzmán el Bueno, marquesa de Villafranca († 1736)                                        |                                                |                                                | | | | | | |                                           |  | | | | | | |  |  |                                                                             |                                                                    |                                                                    |                                                                    |                                                                    |                                                                    |  |  |  |  |  |  |  |  |  |  |
| |                                                           |                                                           |                                                           |                                                           |                                                           |                                                        |                                                        | Pedro de Alcántara Alonso de Guzmán el Bueno, xiv duque de Medina Sidonia (1724-1777)         | Pedro de Alcántara Alonso de Guzmán el Bueno, xiv duque de Medina Sidonia (1724-1777)         | Pedro de Alcántara Alonso de Guzmán el Bueno, xiv duque de Medina Sidonia (1724-1777)         | Pedro de Alcántara Alonso de Guzmán el Bueno, xiv duque de Medina Sidonia (1724-1777)         | Pedro de Alcántara Alonso de Guzmán el Bueno, xiv duque de Medina Sidonia (1724-1777)         | Pedro de Alcántara Alonso de Guzmán el Bueno, xiv duque de Medina Sidonia (1724-1777)         |                                                               |                                                               | Antonio Álvarez de Toledo, x marqués de Villafranca (1716-1773)                                         | Antonio Álvarez de Toledo, x marqués de Villafranca (1716-1773)                                         | Antonio Álvarez de Toledo, x marqués de Villafranca (1716-1773)                                         | Antonio Álvarez de Toledo, x marqués de Villafranca (1716-1773)                                         | Antonio Álvarez de Toledo, x marqués de Villafranca (1716-1773)                                         | Antonio Álvarez de Toledo, x marqués de Villafranca (1716-1773)                                         |                                                |                                                | | | | | | |                                           |  | | | | | | |  |  |                                                                             |                                                                    |                                                                    |                                                                    |                                                                    |                                                                    |  |  |  |  |  |  |  |  |  |  |
| |                                                           |                                                           |                                                           |                                                           |                                                           |                                                        |                                                        | Pedro de Alcántara Alonso de Guzmán el Bueno, xiv duque de Medina Sidonia (1724-1777)         | Pedro de Alcántara Alonso de Guzmán el Bueno, xiv duque de Medina Sidonia (1724-1777)         | Pedro de Alcántara Alonso de Guzmán el Bueno, xiv duque de Medina Sidonia (1724-1777)         | Pedro de Alcántara Alonso de Guzmán el Bueno, xiv duque de Medina Sidonia (1724-1777)         | Pedro de Alcántara Alonso de Guzmán el Bueno, xiv duque de Medina Sidonia (1724-1777)         | Pedro de Alcántara Alonso de Guzmán el Bueno, xiv duque de Medina Sidonia (1724-1777)         |                                                               |                                                               | Antonio Álvarez de Toledo, x marqués de Villafranca (1716-1773)                                         | Antonio Álvarez de Toledo, x marqués de Villafranca (1716-1773)                                         | Antonio Álvarez de Toledo, x marqués de Villafranca (1716-1773)                                         | Antonio Álvarez de Toledo, x marqués de Villafranca (1716-1773)                                         | Antonio Álvarez de Toledo, x marqués de Villafranca (1716-1773)                                         | Antonio Álvarez de Toledo, x marqués de Villafranca (1716-1773)                                         |                                                |                                                | | | | | | |                                           |  | | | | | | |  |  |                                                                             |                                                                    |                                                                    |                                                                    |                                                                    |                                                                    |  |  |  |  |  |  |  |  |  |  |
| |                                                           |                                                           |                                                           |                                                           |                                                           |                                                        |                                                        |                                                                                               |                                                                                               |                                                                                               |                                                                                               |                                                                                               |                                                                                               |                                                               |                                                               | | | | | | |                                                |                                                | | | | | | |                                           |  | | | | | | |  |  |                                                                             |                                                                    |                                                                    |                                                                    |                                                                    |                                                                    |  |  |  |  |  |  |  |  |  |  |
| |                                                           |                                                           |                                                           |                                                           |                                                           |                                                        |                                                        |                                                                                               |                                                                                               |                                                                                               |                                                                                               |                                                                                               |                                                                                               |                                                               |                                                               | José Álvarez de Toledo, duque de Alba, xi marqués de Villafranca xv duque de Medina Sidonia (1756-1796) | José Álvarez de Toledo, duque de Alba, xi marqués de Villafranca xv duque de Medina Sidonia (1756-1796) | José Álvarez de Toledo, duque de Alba, xi marqués de Villafranca xv duque de Medina Sidonia (1756-1796) | José Álvarez de Toledo, duque de Alba, xi marqués de Villafranca xv duque de Medina Sidonia (1756-1796) | José Álvarez de Toledo, duque de Alba, xi marqués de Villafranca xv duque de Medina Sidonia (1756-1796) | José Álvarez de Toledo, duque de Alba, xi marqués de Villafranca xv duque de Medina Sidonia (1756-1796) |                                                |                                                | Francisco de Borja Álvarez de Toledo, xii marqués de Villafranca, xvi duque de Medina Sidonia (1763-1821) | Francisco de Borja Álvarez de Toledo, xii marqués de Villafranca, xvi duque de Medina Sidonia (1763-1821) | Francisco de Borja Álvarez de Toledo, xii marqués de Villafranca, xvi duque de Medina Sidonia (1763-1821) | Francisco de Borja Álvarez de Toledo, xii marqués de Villafranca, xvi duque de Medina Sidonia (1763-1821) | Francisco de Borja Álvarez de Toledo, xii marqués de Villafranca, xvi duque de Medina Sidonia (1763-1821) | Francisco de Borja Álvarez de Toledo, xii marqués de Villafranca, xvi duque de Medina Sidonia (1763-1821) |                                           |  | | | | | | |  |  |                                                                             |                                                                    |                                                                    |                                                                    |                                                                    |                                                                    |  |  |  |  |  |  |  |  |  |  |
| |                                                           |                                                           |                                                           |                                                           |                                                           |                                                        |                                                        |                                                                                               |                                                                                               |                                                                                               |                                                                                               |                                                                                               |                                                                                               |                                                               |                                                               | José Álvarez de Toledo, duque de Alba, xi marqués de Villafranca xv duque de Medina Sidonia (1756-1796) | José Álvarez de Toledo, duque de Alba, xi marqués de Villafranca xv duque de Medina Sidonia (1756-1796) | José Álvarez de Toledo, duque de Alba, xi marqués de Villafranca xv duque de Medina Sidonia (1756-1796) | José Álvarez de Toledo, duque de Alba, xi marqués de Villafranca xv duque de Medina Sidonia (1756-1796) | José Álvarez de Toledo, duque de Alba, xi marqués de Villafranca xv duque de Medina Sidonia (1756-1796) | José Álvarez de Toledo, duque de Alba, xi marqués de Villafranca xv duque de Medina Sidonia (1756-1796) |                                                |                                                | Francisco de Borja Álvarez de Toledo, xii marqués de Villafranca, xvi duque de Medina Sidonia (1763-1821) | Francisco de Borja Álvarez de Toledo, xii marqués de Villafranca, xvi duque de Medina Sidonia (1763-1821) | Francisco de Borja Álvarez de Toledo, xii marqués de Villafranca, xvi duque de Medina Sidonia (1763-1821) | Francisco de Borja Álvarez de Toledo, xii marqués de Villafranca, xvi duque de Medina Sidonia (1763-1821) | Francisco de Borja Álvarez de Toledo, xii marqués de Villafranca, xvi duque de Medina Sidonia (1763-1821) | Francisco de Borja Álvarez de Toledo, xii marqués de Villafranca, xvi duque de Medina Sidonia (1763-1821) |                                           |  | | | | | | |  |  |                                                                             |                                                                    |                                                                    |                                                                    |                                                                    |                                                                    |  |  |  |  |  |  |  |  |  |  |
| |                                                           |                                                           |                                                           |                                                           |                                                           |                                                        |                                                        |                                                                                               |                                                                                               |                                                                                               |                                                                                               |                                                                                               |                                                                                               |                                                               |                                                               | | | | | | |                                                |                                                | | | | | | |                                           |  | | | | | | |  |  |                                                                             |                                                                    |                                                                    |                                                                    |                                                                    |                                                                    |  |  |  |  |  |  |  |  |  |  |
| |                                                           |                                                           |                                                           |                                                           |                                                           |                                                        |                                                        |                                                                                               |                                                                                               |                                                                                               |                                                                                               |                                                                                               |                                                                                               |                                                               |                                                               | | | | | | |                                                |                                                | Francisco Álvarez de Toledo, x duque de Fernandina (1799-1816)                                            | Francisco Álvarez de Toledo, x duque de Fernandina (1799-1816)                                            | Francisco Álvarez de Toledo, x duque de Fernandina (1799-1816)                                            | Francisco Álvarez de Toledo, x duque de Fernandina (1799-1816)                                            | Francisco Álvarez de Toledo, x duque de Fernandina (1799-1816)                                            | Francisco Álvarez de Toledo, x duque de Fernandina (1799-1816)                                            |                                           |  | Pedro de Alcántara Álvarez de Toledo, xiii marqués de Villafranca, xvii duque de Medina Sidonia (1803-1867) | Pedro de Alcántara Álvarez de Toledo, xiii marqués de Villafranca, xvii duque de Medina Sidonia (1803-1867) | Pedro de Alcántara Álvarez de Toledo, xiii marqués de Villafranca, xvii duque de Medina Sidonia (1803-1867) | Pedro de Alcántara Álvarez de Toledo, xiii marqués de Villafranca, xvii duque de Medina Sidonia (1803-1867) | Pedro de Alcántara Álvarez de Toledo, xiii marqués de Villafranca, xvii duque de Medina Sidonia (1803-1867) | Pedro de Alcántara Álvarez de Toledo, xiii marqués de Villafranca, xvii duque de Medina Sidonia (1803-1867) |  |  |                                                                             |                                                                    |                                                                    |                                                                    |                                                                    |                                                                    |  |  |  |  |  |  |  |  |  |  |
| |                                                           |                                                           |                                                           |                                                           |                                                           |                                                        |                                                        |                                                                                               |                                                                                               |                                                                                               |                                                                                               |                                                                                               |                                                                                               |                                                               |                                                               | | | | | | |                                                |                                                | Francisco Álvarez de Toledo, x duque de Fernandina (1799-1816)                                            | Francisco Álvarez de Toledo, x duque de Fernandina (1799-1816)                                            | Francisco Álvarez de Toledo, x duque de Fernandina (1799-1816)                                            | Francisco Álvarez de Toledo, x duque de Fernandina (1799-1816)                                            | Francisco Álvarez de Toledo, x duque de Fernandina (1799-1816)                                            | Francisco Álvarez de Toledo, x duque de Fernandina (1799-1816)                                            |                                           |  | Pedro de Alcántara Álvarez de Toledo, xiii marqués de Villafranca, xvii duque de Medina Sidonia (1803-1867) | Pedro de Alcántara Álvarez de Toledo, xiii marqués de Villafranca, xvii duque de Medina Sidonia (1803-1867) | Pedro de Alcántara Álvarez de Toledo, xiii marqués de Villafranca, xvii duque de Medina Sidonia (1803-1867) | Pedro de Alcántara Álvarez de Toledo, xiii marqués de Villafranca, xvii duque de Medina Sidonia (1803-1867) | Pedro de Alcántara Álvarez de Toledo, xiii marqués de Villafranca, xvii duque de Medina Sidonia (1803-1867) | Pedro de Alcántara Álvarez de Toledo, xiii marqués de Villafranca, xvii duque de Medina Sidonia (1803-1867) |  |  |                                                                             |                                                                    |                                                                    |                                                                    |                                                                    |                                                                    |  |  |  |  |  |  |  |  |  |  |
| |                                                           |                                                           |                                                           |                                                           |                                                           |                                                        |                                                        |                                                                                               |                                                                                               |                                                                                               |                                                                                               |                                                                                               |                                                                                               |                                                               |                                                               | | | | | | |                                                |                                                | | | | | | |                                           |  | José Álvarez de Toledo, xviii duque de Medina Sidonia (1826-1900)                                           | | | | | |  |  |                                                                             |                                                                    |                                                                    |                                                                    |                                                                    |                                                                    |  |  |  |  |  |  |  |  |  |  |
| |                                                           |                                                           |                                                           |                                                           |                                                           |                                                        |                                                        |                                                                                               |                                                                                               |                                                                                               |                                                                                               |                                                                                               |                                                                                               |                                                               |                                                               | | | | | | |                                                |                                                | | | | | | |                                           |  | | | | | | |  |  |                                                                             |                                                                    |                                                                    |                                                                    |                                                                    |                                                                    |  |  |  |  |  |  |  |  |  |  |
| |                                                           |                                                           |                                                           |                                                           |                                                           |                                                        |                                                        |                                                                                               |                                                                                               |                                                                                               |                                                                                               |                                                                                               |                                                                                               |                                                               |                                                               | | | | | | |                                                |                                                | | | | | | |                                           |  | | | | | | |  |  |                                                                             |                                                                    |                                                                    |                                                                    |                                                                    |                                                                    |  |  |  |  |  |  |  |  |  |  |
| |                                                           |                                                           |                                                           |                                                           |                                                           |                                                        |                                                        |                                                                                               |                                                                                               |                                                                                               |                                                                                               |                                                                                               |                                                                                               |                                                               |                                                               | | | | | | |                                                |                                                | | | | | | |                                           |  | Alonso Álvarez de Toledo, xv conde de Niebla (1850-1897)                                                    | Alonso Álvarez de Toledo, xv conde de Niebla (1850-1897)                                                    | Alonso Álvarez de Toledo, xv conde de Niebla (1850-1897)                                                    | Alonso Álvarez de Toledo, xv conde de Niebla (1850-1897)                                                    | Alonso Álvarez de Toledo, xv conde de Niebla (1850-1897)                                                    | Alonso Álvarez de Toledo, xv conde de Niebla (1850-1897)                                                    |  |  | Joaquín Álvarez de Toledo, xix duque de Medina Sidonia (1865-1915)          | Joaquín Álvarez de Toledo, xix duque de Medina Sidonia (1865-1915) | Joaquín Álvarez de Toledo, xix duque de Medina Sidonia (1865-1915) | Joaquín Álvarez de Toledo, xix duque de Medina Sidonia (1865-1915) | Joaquín Álvarez de Toledo, xix duque de Medina Sidonia (1865-1915) | Joaquín Álvarez de Toledo, xix duque de Medina Sidonia (1865-1915) |  |  |  |  |  |  |  |  |  |  |
| |                                                           |                                                           |                                                           |                                                           |                                                           |                                                        |                                                        |                                                                                               |                                                                                               |                                                                                               |                                                                                               |                                                                                               |                                                                                               |                                                               |                                                               | | | | | | |                                                |                                                | | | | | | |                                           |  | Alonso Álvarez de Toledo, xv conde de Niebla (1850-1897)                                                    | Alonso Álvarez de Toledo, xv conde de Niebla (1850-1897)                                                    | Alonso Álvarez de Toledo, xv conde de Niebla (1850-1897)                                                    | Alonso Álvarez de Toledo, xv conde de Niebla (1850-1897)                                                    | Alonso Álvarez de Toledo, xv conde de Niebla (1850-1897)                                                    | Alonso Álvarez de Toledo, xv conde de Niebla (1850-1897)                                                    |  |  | Joaquín Álvarez de Toledo, xix duque de Medina Sidonia (1865-1915)          | Joaquín Álvarez de Toledo, xix duque de Medina Sidonia (1865-1915) | Joaquín Álvarez de Toledo, xix duque de Medina Sidonia (1865-1915) | Joaquín Álvarez de Toledo, xix duque de Medina Sidonia (1865-1915) | Joaquín Álvarez de Toledo, xix duque de Medina Sidonia (1865-1915) | Joaquín Álvarez de Toledo, xix duque de Medina Sidonia (1865-1915) |  |  |  |  |  |  |  |  |  |  |
| |                                                           |                                                           |                                                           |                                                           |                                                           |                                                        |                                                        |                                                                                               |                                                                                               |                                                                                               |                                                                                               |                                                                                               |                                                                                               |                                                               |                                                               | | | | | | |                                                |                                                | | | | | | |                                           |  | | | | | | |  |  | Joaquín Álvarez de Toledo, xx duque de Medina Sidonia (1894-1955)           |                                                                    |                                                                    |                                                                    |                                                                    |                                                                    |  |  |  |  |  |  |  |  |  |  |
| |                                                           |                                                           |                                                           |                                                           |                                                           |                                                        |                                                        |                                                                                               |                                                                                               |                                                                                               |                                                                                               |                                                                                               |                                                                                               |                                                               |                                                               | | | | | | |                                                |                                                | | | | | | |                                           |  | | | | | | |  |  |                                                                             |                                                                    |                                                                    |                                                                    |                                                                    |                                                                    |  |  |  |  |  |  |  |  |  |  |
| |                                                           |                                                           |                                                           |                                                           |                                                           |                                                        |                                                        |                                                                                               |                                                                                               |                                                                                               |                                                                                               |                                                                                               |                                                                                               |                                                               |                                                               | | | | | | |                                                |                                                | | | | | | |                                           |  | | | | | | |  |  | Luisa Isabel Álvarez de Toledo, xxi duquesa de Medina Sidonia (1936-2008)   |                                                                    |                                                                    |                                                                    |                                                                    |                                                                    |  |  |  |  |  |  |  |  |  |  |
| |                                                           |                                                           |                                                           |                                                           |                                                           |                                                        |                                                        |                                                                                               |                                                                                               |                                                                                               |                                                                                               |                                                                                               |                                                                                               |                                                               |                                                               | | | | | | |                                                |                                                | | | | | | |                                           |  | | | | | | |  |  |                                                                             |                                                                    |                                                                    |                                                                    |                                                                    |                                                                    |  |  |  |  |  |  |  |  |  |  |
| |                                                           |                                                           |                                                           |                                                           |                                                           |                                                        |                                                        |                                                                                               |                                                                                               |                                                                                               |                                                                                               |                                                                                               |                                                                                               |                                                               |                                                               | | | | | | |                                                |                                                | | | | | | |                                           |  | | | | | | |  |  | Leoncio Alonso González de Gregorio, xxii duque de Medina Sidonia (n. 1956) |                                                                    |                                                                    |                                                                    |                                                                    |                                                                    |  |  |  |  |  |  |  |  |  |  |
| |                                                           |                                                           |                                                           |                                                           |                                                           |                                                        |                                                        |                                                                                               |                                                                                               |                                                                                               |                                                                                               |                                                                                               |                                                                                               |                                                               |                                                               | | | | | | |                                                |                                                | | | | | | |                                           |  | | | | | | |  |  |                                                                             |                                                                    |                                                                    |                                                                    |                                                                    |                                                                    |  |  |  |  |  |  |  |  |  |  |
| |                                                           |                                                           |                                                           |                                                           |                                                           |                                                        |                                                        |                                                                                               |                                                                                               |                                                                                               |                                                                                               |                                                                                               |                                                                                               |                                                               |                                                               | | | | | | |                                                |                                                | | | | | | |                                           |  | | | | | | |  |  | Alonso González de Gregorio, xvi duque de Fernandina (n. 1983)              |                                                                    |                                                                    |                                                                    |                                                                    |                                                                    |  |  |  |  |  |  |  |  |  |  |